# Lubin
Lubin (niem. Lüben) – miasto w południowo-zachodniej Polsce, na Dolnym Śląsku, w województwie dolnośląskim, siedziba powiatu lubińskiego i gminy wiejskiej Lubin. Leży na Wysoczyźnie Lubińskiej, nad rzeką Zimnicą.
Lubin leży w Legnicko-Głogowskim Okręgu Miedziowym. W Lubinie swoją siedzibę ma założony w roku 1961 KGHM Polska Miedź, jeden z czołowych producentów miedzi i srebra na świecie.

## Struktura powierzchni
Według danych z 1 stycznia 2015 roku, Lubin ma obszar 40,77 km², w tym:
- użytki rolne: 53%
- użytki leśne: 11,5%

Miasto stanowi około 5,73% powierzchni powiatu.

## Demografia
- Wykres liczby ludności miasta Lubin

Największą populację Lubina odnotowano w 1996 roku – według danych GUS 83 490 mieszkańców.
Dane z 31 grudnia 2011
| Opis                              | Ogółem | Ogółem | Kobiety | Kobiety | Mężczyźni | Mężczyźni |
| --------------------------------- | ------ | ------ | ------- | ------- | --------- | --------- |
| Jednostka                         | osób   | %      | osób    | %       | osób      | %         |
| Populacja                         | 75 147 | 100    | 38 988  | 52      | 36 159    | 48        |
| Gęstość zaludnienia [mieszk./km²] | 1843   | 1843   | 956     | 956     | 887       | 887       |

Według danych z roku 2008 średni dochód na mieszkańca powiatu lubińskiego wynosił 5432,4 zł brutto, według statystyk z 2018 było tu już około 7200 zł, co stanowi najwyższy wynik w Polsce.
Piramida wieku mieszkańców Lubina w 2014 roku:

## Nazwa
Według niemieckiego językoznawcy Heinricha Adamy’ego nazwa miejscowości pochodzi od polskiego słowa „lubić”. W swoim dziele o nazwach miejscowości na Śląsku wydanym w 1888 roku we Wrocławiu wymienia on pierwotną nazwę jako Lobyn oraz „Lubyn” podając jej znaczenie „Lieblingsort”, czyli tłumacząc na język polski „Miejscowość miłości lub ulubiona, ukochana miejscowość”. Nazwa została później fonetycznie zgermanizowana na Lüben i utraciła swoje pierwotne znaczenie.
Miejscowość wymieniona została w staropolskiej, zlatynizowanej formie Lubyn w łacińskim dokumencie wydanym w 1246 roku w Lubinie przez kancelarię księcia Bolesława II Rogatki. W kronice łacińskiej Liber fundationis episcopatus Vratislaviensis (pol. Księga uposażeń biskupstwa wrocławskiego) spisanej za czasów biskupa Henryka z Wierzbna w latach 1295–1305 miejscowość wymieniona jest w zlatynizowanej formie Lubyn. Nazwa miejscowości w obecnie używanej formie Lubin wymieniona jest w łacińskim dokumencie z 1312 roku wydanym w Głogowie. Miejscowość została wymieniona w łacińskim dokumencie wyd. w 1332 roku w Lubinie w zlatynizowanej staropolskiej formie Lobyn. W roku 1613 śląski regionalista i historyk Mikołaj Henel z Prudnika wymienił miejscowość w swoim dziele o geografii Śląska pt. Silesiographia podając jej łacińską nazwę: Lubena.
Polską nazwę Bukowa oraz niemiecką Luben w książce „Krótki rys jeografii Szląska dla nauki początkowej” wydanej w Głogówku w 1847 wymienił śląski pisarz Józef Lompa.

## Historia

### Prehistoria ziem Lubina
W obrębie granic administracyjnych dzisiejszego Lubina i jego najbliższych okolicach udokumentowano kilka cmentarzysk ciałopalnych pochodzących z III–V okresu epoki brązu oraz wczesnego okresu epoki żelaza tzw. halsztackiego, a więc związanych z kulturą łużycką, która na terenie niemal całej dzisiejszej Polski rozwijała się przez ok. 1000 lat (1300–400 lat p.n.e.). Jednak najstarszym, jest grób szkieletowy odkryty w 1941 roku tuż za rogatkami miasta, przy drodze do Ścinawy. Jego powstanie umiejscowiono w młodszym okresie epoki kamiennej – neolicie, czyli około 4000 lat temu.
Powstanie pierwszej osady na terenie dzisiejszego Lubina (osiedle Stary Lubin) związane jest z przecięciem się w tym miejscu ważnych szlaków kupieckich (np. z Magdeburga poprzez Wrocław do Kijowa i z południa przez Wielkopolskę nad Morze Bałtyckie) w związku z czym była zapewne miejscem odpoczynku wędrujących kupców, a także handlu ich towarami. Nie do końca wiadomo, czy Lubinem władali wówczas Dziadoszanie czy Trzebowianie, gdyż leżał on w połowie drogi między ich głównymi grodami.

### Okres średniowieczny

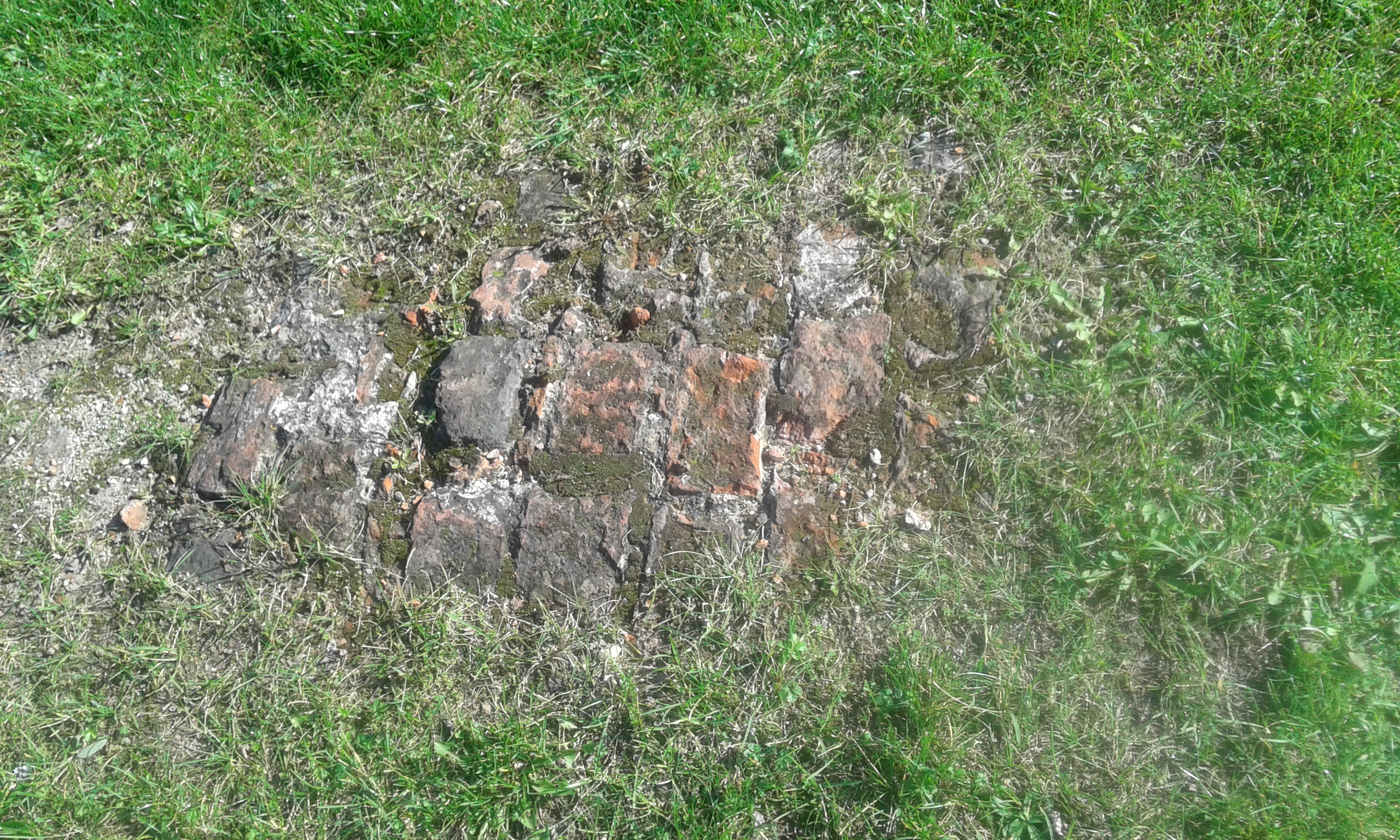
Pozostałości zamku piastowskiego

Pierwsze wzmianki o Lubinie pochodzą z 936, osada jest wymieniona w Kronice Geografa Bawarskiego. Kolejna pochodzi z drugiej połowy XII wieku. Bulla papieska wydana prawdopodobnie w 1155 roku wymienia Lubin wśród 13 śląskich kasztelanii, ok. 1176 roku książę Bolesław Wysoki nadał Lubinowi prawa targowe, a w 1178 osadę na Starym Lubinie podnosi do rangi miasta na prawie polskim. Nowe miasto, leżące między kasztelanią (tereny dzisiejszego Parku Wrocławskiego) a Starym Lubinem mogło zostać ufundowane przez Jadwigę Śląską i Henryka I Brodatego ok. 1205 roku.
Od 1267 Lubin należał do klasztoru trzebnickiego, w 1273 został włączony do księstwa ścinawskiego, a od 1339 do księstwa legnickiego. W 1319 za sprawą księcia Jana ścinawskiego potwierdzona została lokacja na prawie magdeburskim.
Od roku 1349 Lubin był stolicą księstwa udzielnego. Pierwszym jego władcą był Ludwik I Brzeski, fundator „Kodeksu lubińskiego” z ilustrowaną legendą o św. Jadwidze Śląskiej. Ostatnim była Anna Pomorska, która rządziła miastem do swojej śmierci w 1550. Miasto zostało otoczone murami, zbudowano kościół i rozbudowano zamek. Podczas wojen husyckich miasto było częściowo niszczone, m.in. przez pożary w 1428 i 1431. Krótki okres ożywienia w XVI w. rozwinęło się sukiennictwo, handel suknem krajowym i zagranicznym, bydłem i trzodą. Okres ten zakończyła wojna trzydziestoletnia, w mieście stacjonowało wówczas 18,5 tysiąca żołnierzy szwedzkiego Korpusu Stalowych Rękawic. Wielki pożar w 1626 zniszczył zabudowę, a zaraza w 1630 zdziesiątkowała mieszkańców.

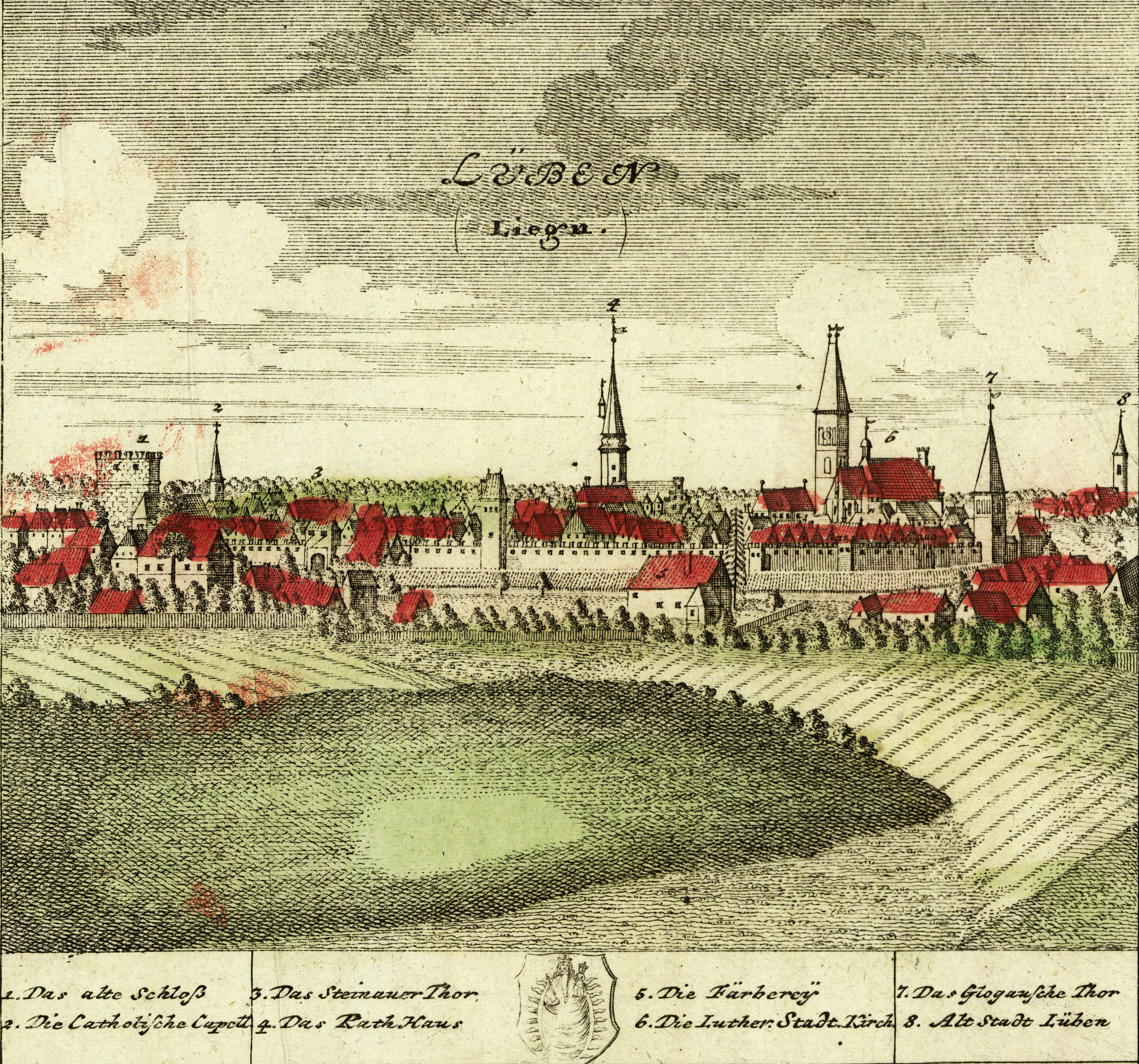
Panorama miasta na rycinie z 1738 roku wg rysunku F.B. Wernera

### Lubin powojnach śląskich
Rzeczywistość Lubina zaczęła zmieniać się po podboju Śląska przez Prusy, Księstwo Legnickie do którego należał Lubin było zarządzane z Berlina. Zmiana przynależności politycznej, jaka była efektem podboju spowodowała, że na miasto mieć wpływ zaczęli biurokraci berlińscy, a nie jak za Habsburgów urzędnicy miejscowi zasiadający na zamku legnickim.
Luterańscy pastorzy składający raporty o swoich parafiach jeszcze w przededniu XIX w. pisali o autochtonach z lubińskich okolic, którzy na co dzień posługiwali się dialektem języka polskiego. Prusy w założeniach miały być zmilitaryzowanym więc z konieczności jednorodnym krajem; to pociągnęło za sobą planową akcję germanizacyjną trwającą zasadniczo do lat 30 XX wieku, akcja ta doprowadziła do całkowitego już zgermanizowania Lubina wraz z okolicami.

### Ożywienie gospodarcze
Ożywienie gospodarcze rozpoczęło się w II połowie XIX w., powstała wówczas cukrownia, fabryka płótna i przędzalnia wełny, powstały zakłady obróbki drewna i metali oraz przemysł spożywczy. W 1869 Lubin uzyskał połączenie kolejowe z Legnicą, w 1910 z Głogowem i w 1914 z Chocianowem. W 1896 powstała fabryka fortepianów.

### Lubin po II wojnie światowej
Wojska hitlerowskie zostały wyparte z miasta przez oddziały radzieckie 9 lutego 1945 roku (ku czci poległych żołnierzy radzieckich postawiono pomniki przy ul. Curie-Skłodowskiej i przy ul. Odrodzenia). Po II wojnie światowej miejscowa ludność miasta została przymusowo wysiedlona przez nową, polską administację do Niemiec. Miasto było zniszczone w 80 procentach. W 1946 r. włączono je do nowo powstałego województwa wrocławskiego. Dopiero 7 maja 1946 ustalono obecną nazwę, wcześniej używano form „Lubień” i „Lubiń”.

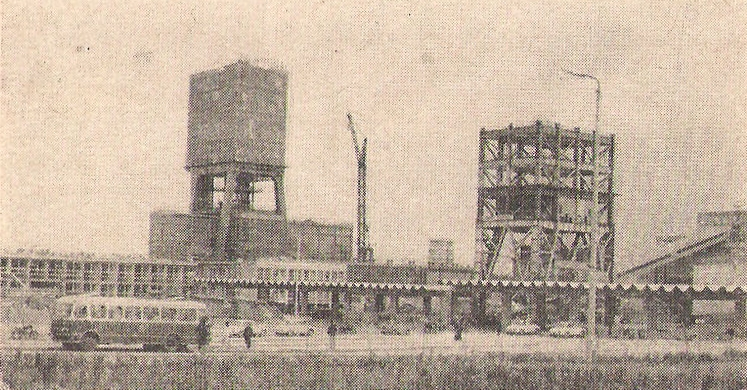
Budowa zakładów górniczych w 1965

W 1957 inż. Jan Wyżykowski odkrył pokłady rudy miedzi w okolicach Lubina i Polkowic. 28 grudnia 1959 decyzją ministerstwa przemysłu ciężkiego powołano przedsiębiorstwo państwowe Kombinat Górniczo-Hutniczy Miedzi, któremu powierzono wydobycie i przetwórstwo rud miedzi z nowo odkrytych złóż.
Jednocześnie rozpoczęto budowę pierwszych nowych osiedli:
- osiedle Centrum, 5 tys. mieszkańców w latach 1961–1965,
- osiedle Staszica, 18 tys. mieszkańców w latach 1967–1968[25].

Pierwszych 17 bloków mieszkalnych z 522 mieszkaniami dla 1200 osób, które powstały już w 1960.
Do końca lat 60 KGHM sfinansował połowę infrastruktury Lubina (osiedla, hotele robotnicze, szkoły, ulice, przedszkola, pawilony usługowe).

### Miasto w latach 70. i 80. XX wieku
W latach 1975–1998 miasto administracyjnie należało do województwa legnickiego.
Wznoszono kolejne osiedla mieszkaniowe:
- osiedle Zwycięstwa, 5 tys. mieszkańców w r. 1975,
- os.Świerczewskiego, 5 tys. mieszkańców w r. 1976,
- os.Przylesie, 28 tys. mieszkańców w r. 1982,
- os.Ustronie od roku 1975, w 1984 r. 7 tys. mieszkańców,
- os.Wyżykowskiego, od roku 1983, w 1984 r. 5 tys. mieszkańców[25].

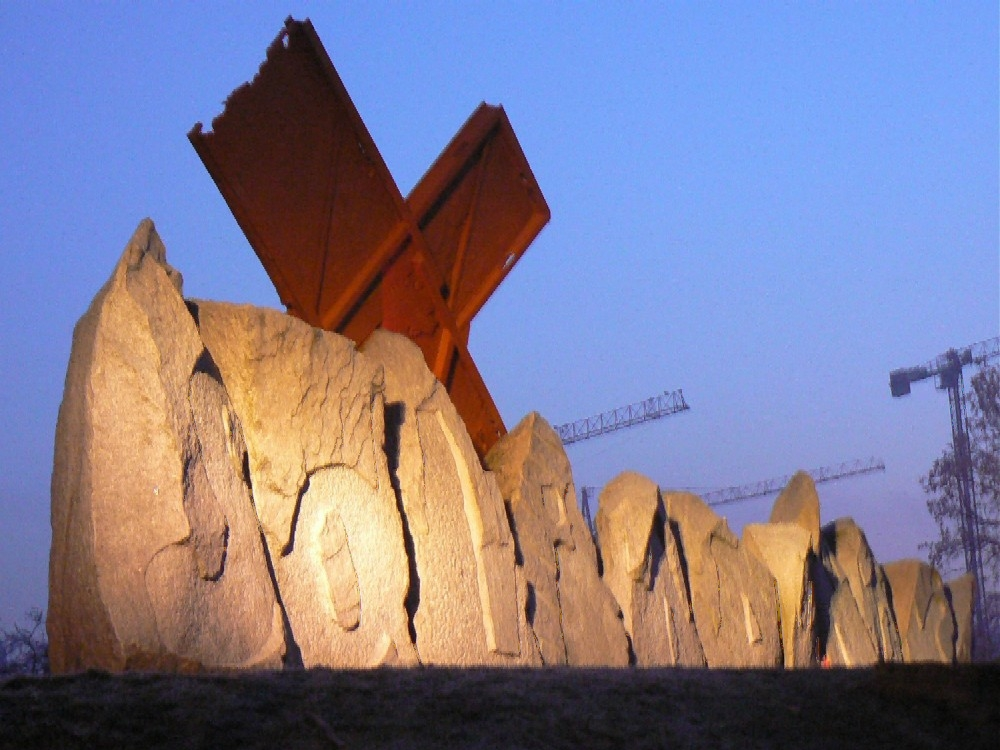
Pomnik Pamięci Ofiar Lubina '82

31 sierpnia 1982 r. miała miejsce zbrodnia lubińska – najbardziej krwawe wydarzenie w Lubinie od czasów II wojny światowej, podczas których Milicja Obywatelska wraz z ZOMO stłumiła demonstrację przeciwko stanowi wojennemu. Od ostrej amunicji zginęły wówczas 3 osoby (Michał Adamowicz, Andrzej Trajkowski i Mieczysław Poźniak), kilkadziesiąt zostało rannych.
W dziesiątą rocznicę Zbrodni Lubińskiej w centrum miasta odsłonięto pomnik Pamięci Ofiar. Ponadto w miejscach, gdzie padły śmiertelne strzały, ustawiono mniejsze pomniki.

## Zabytki

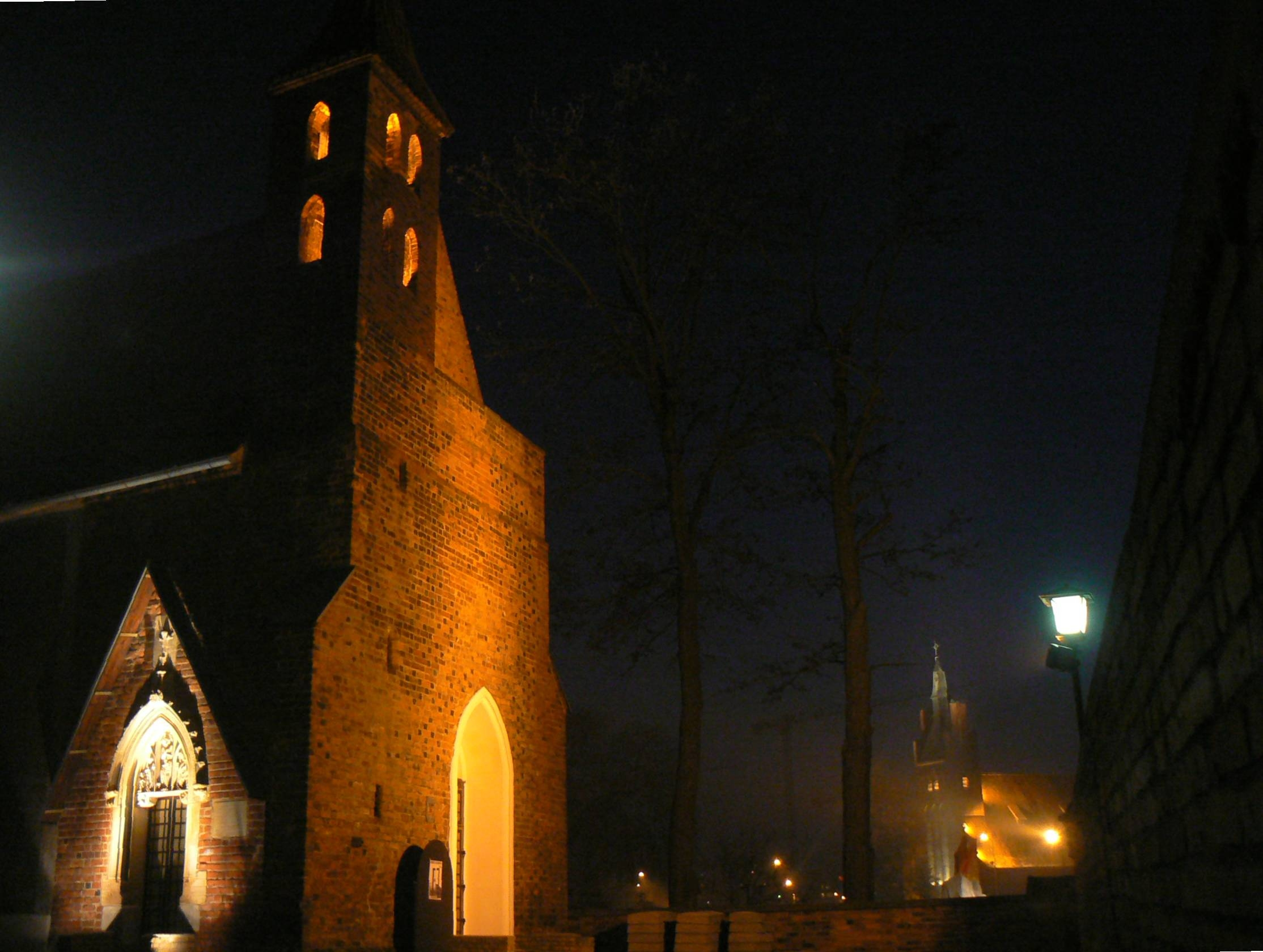
Iluminacja kaplicy zamkowej i kościoła pw. NSPJ

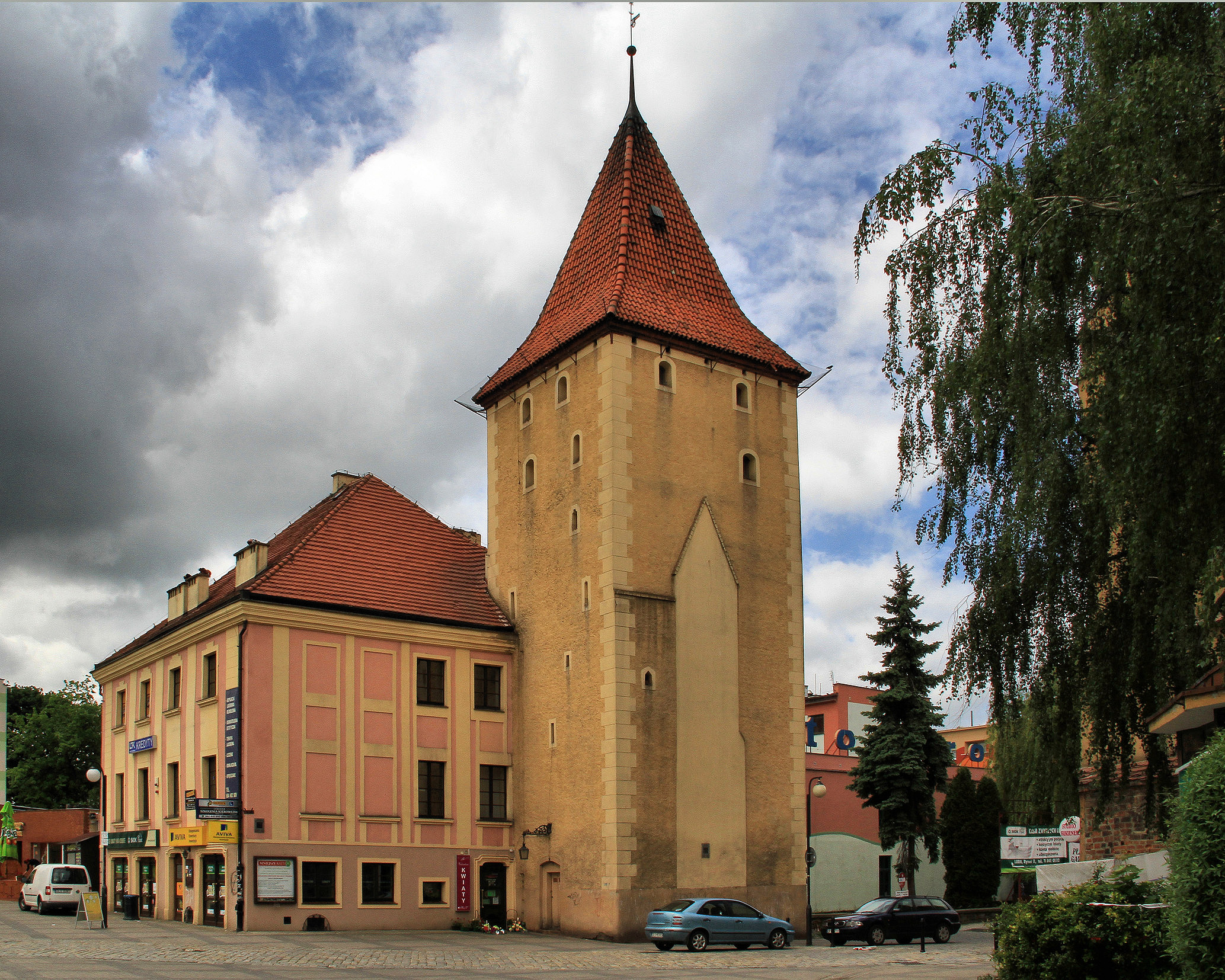
Baszta Głogowska

Do wojewódzkiego rejestru zabytków wpisane są:
- ośrodek historyczny miasta
- kościół parafialny Matki Bożej Częstochowskiej, ul. Kołłątaja, z drugiej poł. XIV, XV/XVI w.
- dzwonnica, z drugiej poł. XV/XVI w.
- kościół cmentarny ewangelicki, ob. rzym.-kat. kościół parafialny Narodzenia Najświętszej Marii Panny, szachulcowy, ul. Stary Lubin, z 1683 r., 1959 r.
- ruiny zamku, ul. Piastowska, z XIV w., XVIII w., XIX w.
- kaplica zamkowa
- mury miejskie, pozostałości z XIV w., XV w., XIX w.
- wieża bramy – baszty głogowskiej
- ratusz, Rynek, z 1768 r., k. XIX w.
- zespół koszar 4 Pułku Dragonów, ul. Kościuszki, z l. 1884-86
  - gmach komendantury, ob. szkoła, ul. Kościuszki 9,
  - stajnie I, ul. Księcia Ludwika
  - stajnie II, ul. Armii Krajowej
  - odwach, ul. Składowa
  - dwa budynki administracyjno-gospodarcze, ul. Składowa
- dom towarowy, ul. Odrodzenia 3 A, z pierwszej poł. XIX w. w ciągu kamienic
- dom, ul. Piastowska 15, z k. XIX w.
- dom, pl. Wolności 7, z drugiej poł. XVIII w.
- wieża ciśnień, ul. Parkowa, z l. 1905-1906
- kościół filialny pw. Marii Dominiki Mazzarello, ul. Przemysłowa

inne zabytki
- budynek poczty
- kościół pw. Najświętszego Serca Pana Jezusa
- cerkiew prawosławna pw. Świętej Trójcy (parafialna)

## Gospodarka

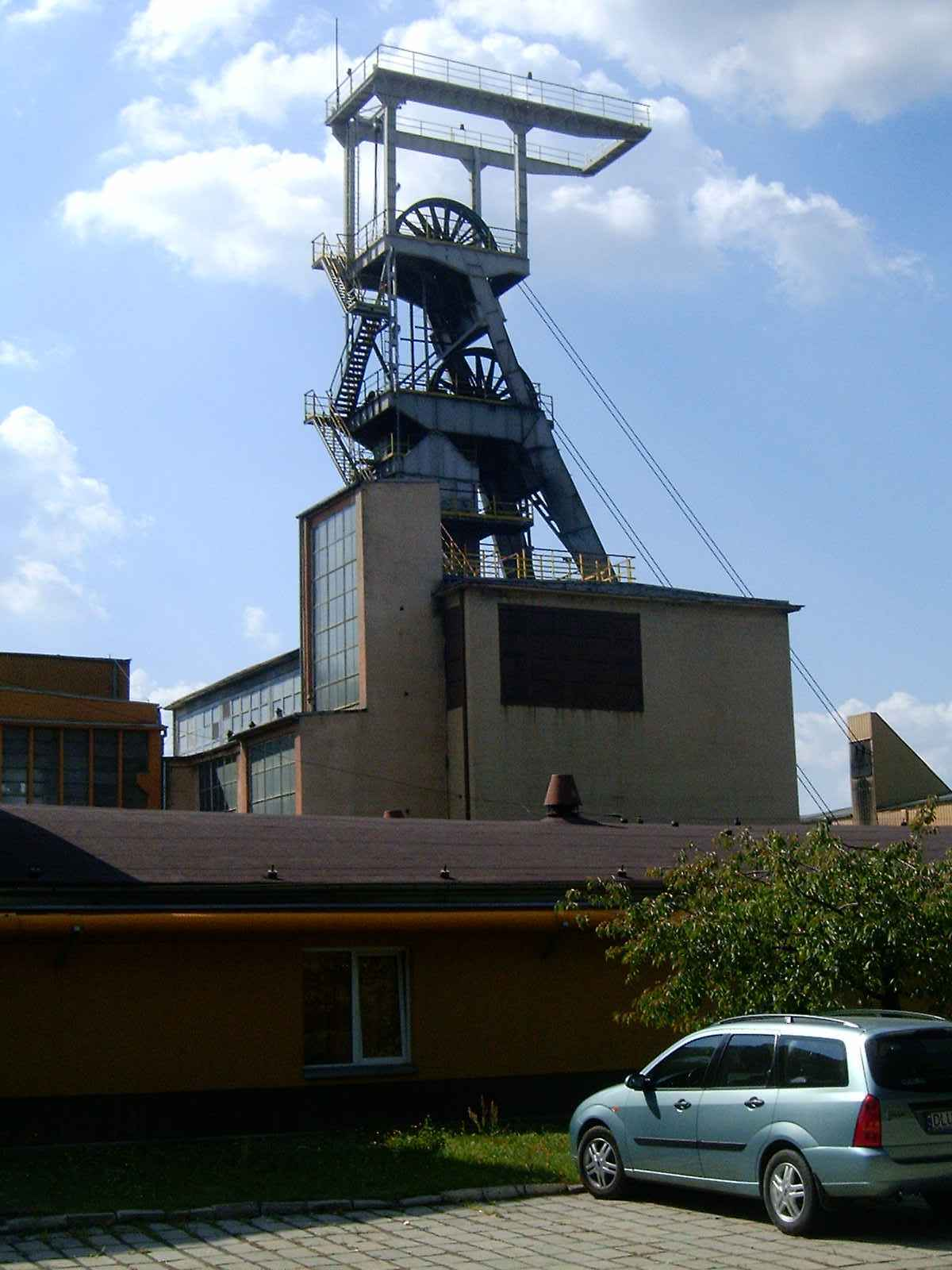
Szyb „Bolesław” KGHM Lubin

Stanowiący jeden z ośrodków Legnicko-Głogowskiego Okręgu Miedziowego Lubin jest związany z przemysłem wydobywczym i przetwórczym rudy miedzi, której najbogatsze złoża w Europie znajdują się właśnie pod tym miastem. W lubińskich kopalniach należących do KGHM Polska Miedź SA wydobywa się również w sporych ilościach srebro. Celem rozwoju alternatywy gospodarczej wobec zakładów prowadzących przetwórstwo i wydobycie miedzi, powołana została w mieście podstrefa Legnickiej Specjalnej Strefy Ekonomicznej.

## Kultura
Kina:

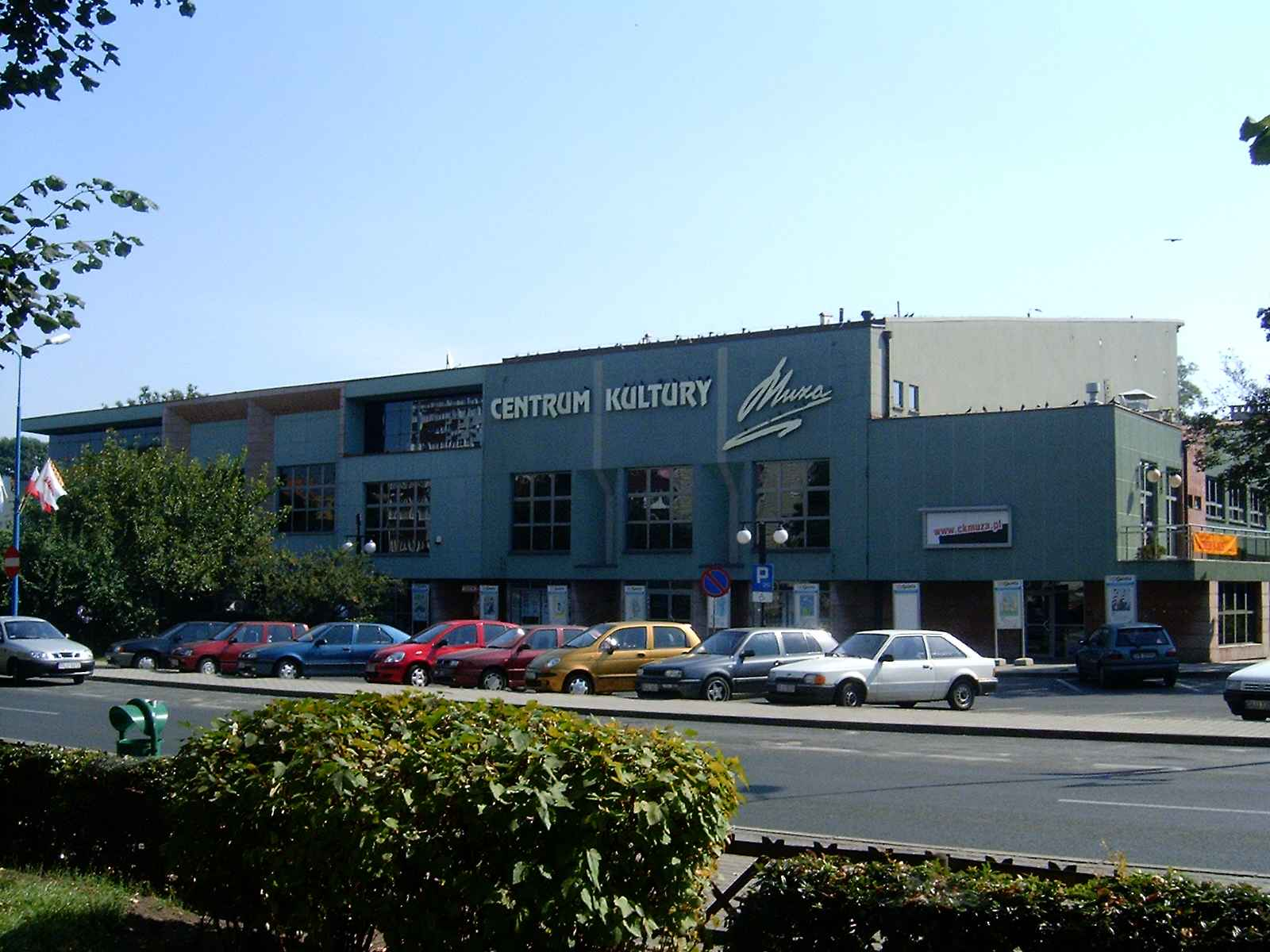
Centrum Kultury Muza

- Muza – ul. Armii Krajowej 1 (kino studyjne)
- Centrum Filmowe Helios – Galeria Cuprum Arena

Ośrodki kultury:
- Centrum Kultury „Muza” – ul. Armii Krajowej 1
- Ośrodek Kultury „Wzgórze Zamkowe” – ul. Mikołaja Pruzi 7 i 9
- Narodowa Orkiestra Dęta z siedzibą w Lubinie – ul. Mikołaja Pruzi 7 i 9
- Centrum Działań Twórczych w Lubinie – ul. Komisji Edukacji Narodowej 6a

Biblioteki:

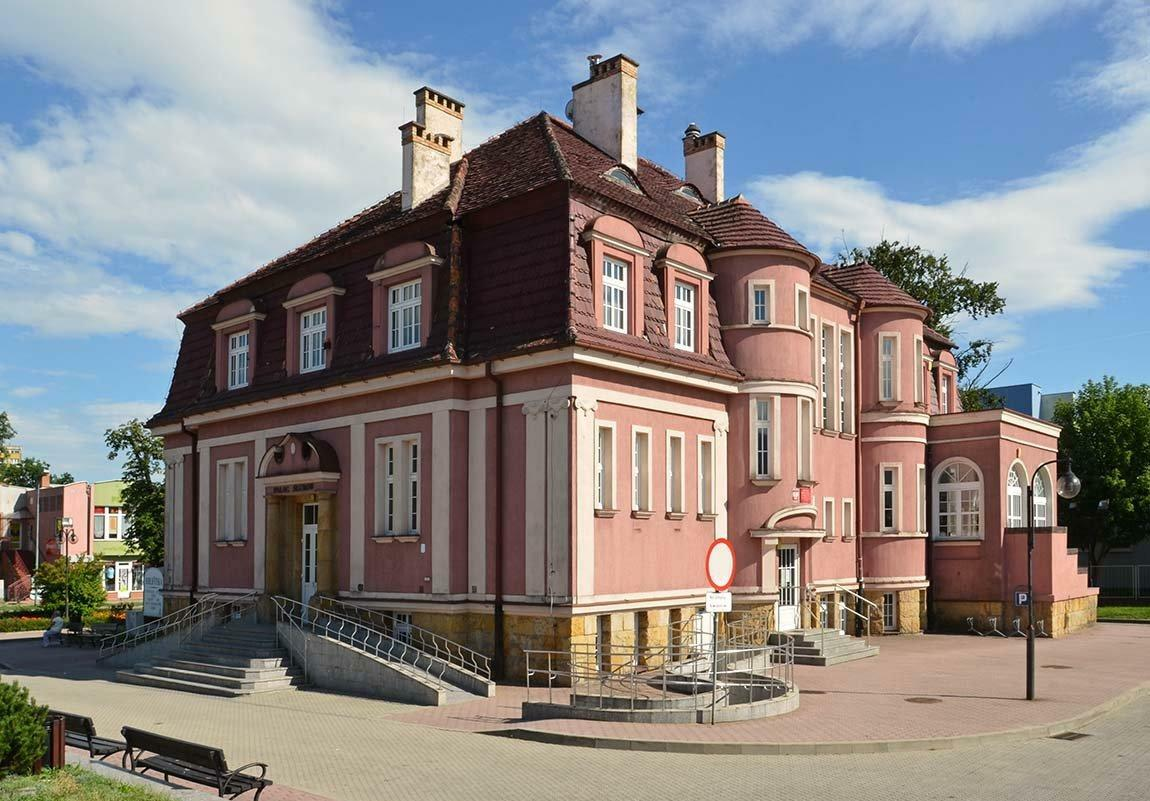
Miejska Biblioteka Publiczna

- Miejska Biblioteka Publiczna – ul. Skłodowskiej 6
  - Multimedialna Biblioteka Łącznik – Filia nr 1 – ul. Odrodzenia 24
  - Filia nr 2 – ul. Kilińskiego 14B/2
  - Filia nr 3 – ul. Żurawia 17
  - Filia nr 4 – ul. Jastrzębia 6
  - Multimedialna Biblioteka Czytnik – Filia nr 5 – ul. C. K. Norwida 10
- Biblioteka Pedagogiczna – ul. Marii Konopnickiej 5

## Podział administracyjny
Podział miasta na osiedla: Centrum, Przylesie, Zalesie, Polne, Ustronie, Małomice, Stary Lubin, Krzeczyn, Wyżykowskiego, Staszica, Zwycięstwa, Świerczewskiego, osiedle „D”.

## Sport i rekreacja

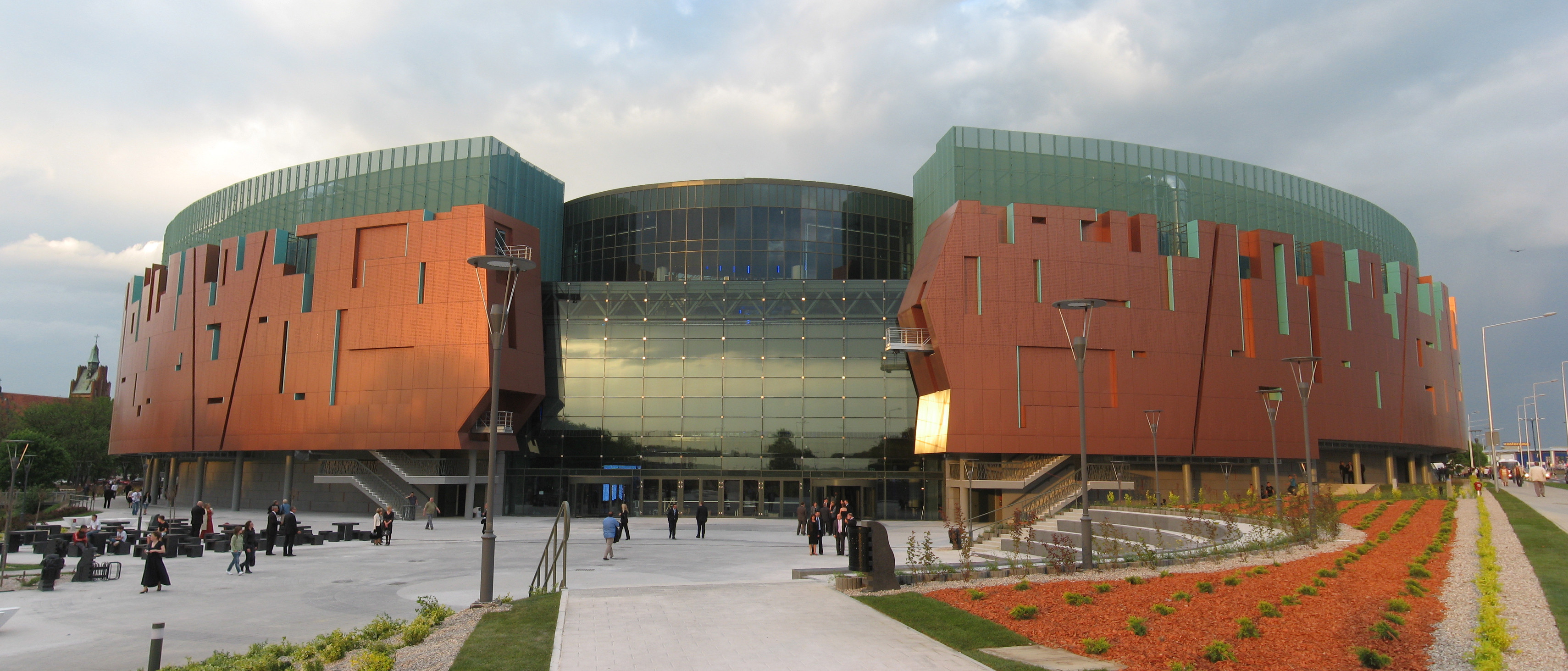
Cuprum Arena

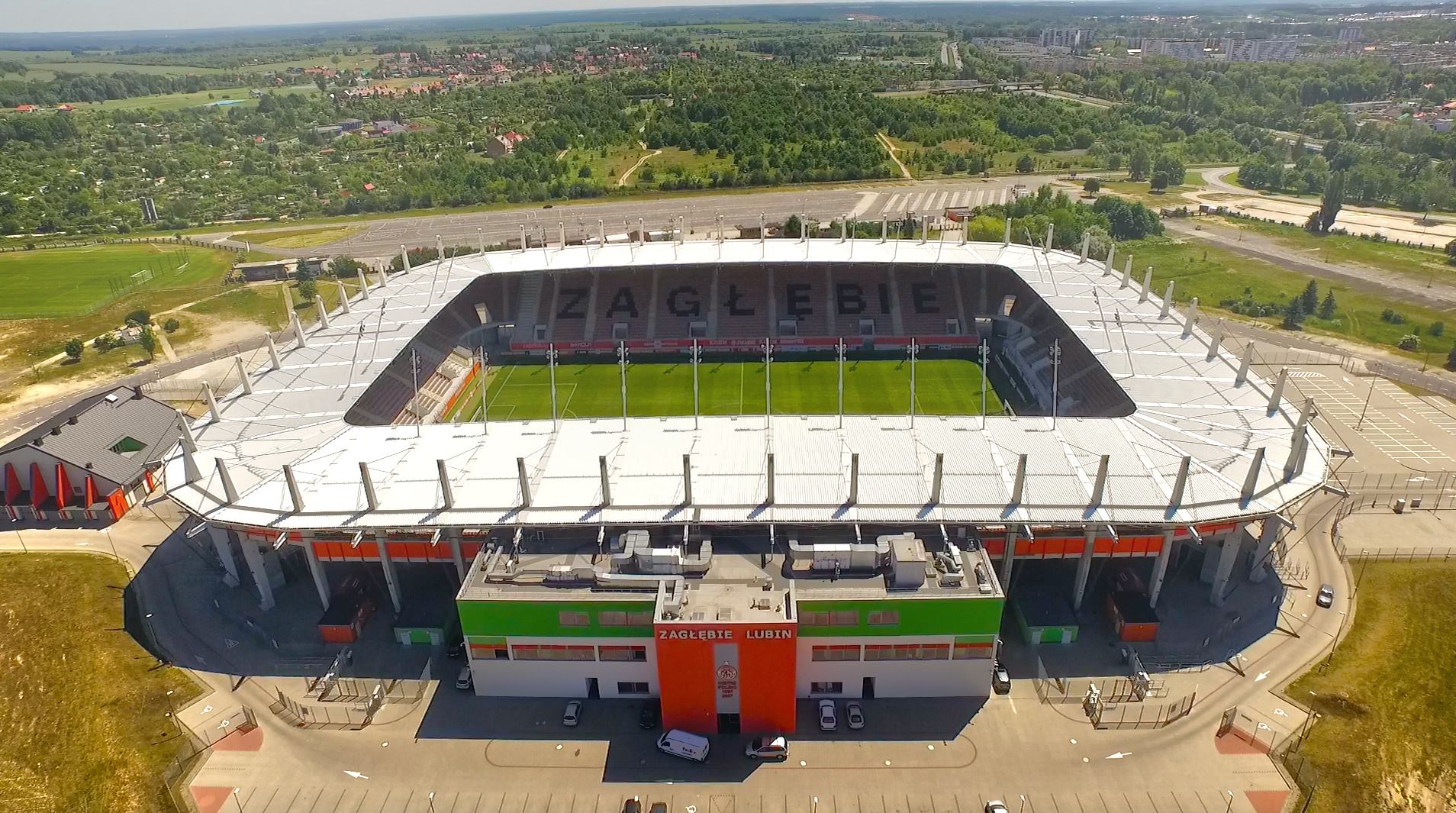
Stadion Zagłębia Lubin

Lubin jest miastem dość silnie zaangażowanym sportowo, istnieją tu różnorodne sekcje i ośrodki sportu. Oprócz piłki nożnej, która najbardziej rozsławiła miasto, można w Lubinie odnaleźć kluby zajmujące się piłką ręczną, czy też lekkoatletyką, kręglami, sportami walki (karate, boksem, taekwondo), wspinaczką.
- Zagłębie Lubin – piłka nożna mężczyzn (mistrzostwo Polski: 1990/1991 i 2006/2007, wicemistrzostwo Polski: 1989/1990, finał Pucharu Polski: 2004/2005, 2005/2006 i 2013/2014, finał Pucharu Ligi: 2000/2001)
- Zagłębie Lubin – piłka nożna kobiet (wicemistrzostwo Polski: 2014/2015)
- Zagłębie Lubin – piłka ręczna kobiet (mistrzostwo Polski: 2010/2011, 2020/2021, 2021/2022, 2022/2023)
- Zagłębie Lubin – piłka ręczna mężczyzn (mistrzostwo Polski: 2006/2007, występ w Lidze Mistrzów: 2007/2008)
- Cuprum Lubin – piłka siatkowa mężczyzn (debiut w PlusLidze: 2014/2015)

### Obiekty sportowe i rekreacyjne
- Hala widowiskowo-sportowa RCS w Lubinie – otwarta w 2014
- Baseny
  - Basen kryty RCS „Centrum 7” przy Szkole Podstawowej Nr 7 – Szkole Sportowej
  - Basen kryty RCS „Ustronie” przy dawnym Gimnazjum Nr 4
  - Basen odkryty RCS (otwarty tylko w wakacje)[potrzebny przypis]
- Kielich – (34 m) wieża wspinaczkowa. Powstała w 1996 roku poprzez dostosowanie nieużywanej wieży ciśnień. Posiada 6 dróg wspinaczki o zróżnicowanych poziomach trudności, włącznie z wyjątkowo trudnym. Czasem jest udostępniana dla zwiedzających i po wejściu przez wewnętrzne schodki na szczyt można podziwiać panoramę miasta.
- Hala tenisowa i korty zewnętrzne RCS – ul. Baczynowa 1
- Kręgielnia RCS – jeden z najnowocześniejszych tego typu obiektów w kraju do kręgli klasycznych. 6 torów do gry, stoły bilardowe, dart, Air Hockey, kawiarnia.
- Lodowisko oraz tor do jazdy szybkiej RCS – czynne w miesiącach jesienno-zimowych
- Lotnisko Sportowe Aeroklubu Zagłębia Miedziowego
- Skatepark
- Stadiony
  - KGHM Zagłębie Arena – stadion klubu Zagłębie Lubin. Pojemność stadionu wynosi 16 086 miejsc[28].
  - Stadion lekkoatletyczny RCS – zmodernizowany i nowoczesny lekkoatletyczny stadion miejski z murawą i bieżnią tartanową. Organizowane są tutaj imprezy sportowe oraz inne imprezy masowe.
  - Stadion lekkoatletyczny przy dawnym ZSZiO (os. Świerczewskiego – ul. Komisji Edukacji Narodowej 6)
- Osiedlowe Centrum Sportowe przy Zespole Szkół nr. 2 (Osiedle Przylesie)
- Osiedlowe Centrum Sportowe przy Szkole Podstawowej nr 3 (Osiedle Wyżykowskiego)
- Osiedlowe Centrum Sportowe przy dawnym Gimnazjum nr 4 (Osiedle Ustronie)
- Osiedlowe Centrum Sportowe przy Szkole Podstawowej nr 5 (Osiedle Zwycięstwa)
- Osiedlowe Centrum Sportowe przy Zespole Szkół Specjalnych (Osiedle Staszica)
- Osiedlowe Centrum Sportowe przy Szkole Podstawowej nr 8 (Osiedle Polne)
- Osiedlowe Centrum Sportowe przy Szkole Podstawowej nr 14 (Osiedle Ustronie)
- Osiedlowe Centrum Sportowe przy Szkole Podstawowej nr 12 (Osiedle Przylesie)
- Osiedlowe Centrum Sportowe przy Salezjańskiej Szkole Podstawowej (Osiedle Staszica)

### Ścieżki rowerowe
Miasto posiada rozbudowaną sieć ścieżek rowerowych łączących poszczególne osiedla i będących częścią turystycznych szlaków rowerowych powiatu lubińskiego:

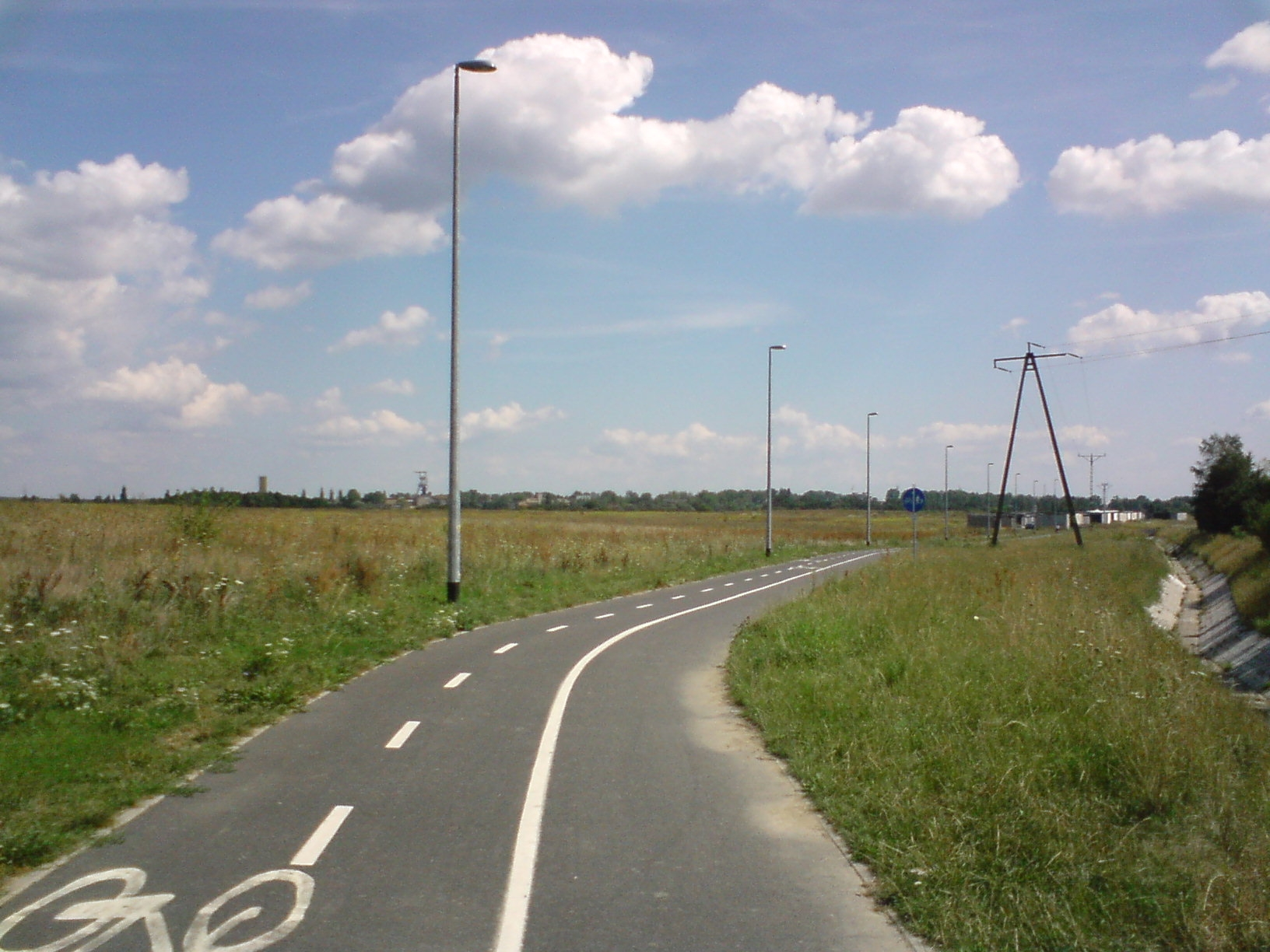
Ścieżka rowerowa za osiedlem Ustronie

- Rowerowy Szlak Zielony: na terenie miasta Lubina trasa biegnie
  - z kierunku wsi Obora wzdłuż ul. Jana Pawła II
  - przez os. Ustronie (Przy trasie: Park im. Jana Pawła II)
  - przez os. Wyżykowskiego (za ul. Szybową, wzdłuż ul. Krupińskiego i ul. Hutniczej)
  - przez os. Polne (wzdłuż Alei Niepodległości. Przy trasie: Park Jesionowy, następnie Park Aliantów)
  - przez Centrum Miasta (wzdłuż Alei Niepodległości. Przy trasie: Tereny Rekreacyjne, Park im. marszałka J. Piłsudskiego, następnie przejazd przez: Park im. J. Wyżykowskiego. Za Rondem im. Ofiar Zbrodni Lubińskiej jest skrzyżowanie z Rowerowym Szlakiem Czerwonym. Następnie jazda wzdłuż ul. Paderewskiego.
  - przez os. Przylesie (wzdłuż ul. Piłsudskiego i ul. Wyszyńskiego). Przejazd przez: Skwer im. prymasa S. Wyszyńskiego. Dalej jazda głównym deptakiem największego w Lubinie osiedla mieszkaniowego, następnie wzdłuż ul. Szpakowej i ul. Gajowej do Parku Leśnego „Strzelnica”
  - z miasta wyjeżdża się leśnym duktem w kierunku Chróstnika i Gorzelina
- Rowerowy Szlak Czerwony: na terenie miasta Lubina trasa biegnie
  - z kierunku wsi Gola ul. Spacerową i wiaduktem drogowym
  - przez os. Staszica (wzdłuż Obwodnicy. Przy trasie: Osiedlowe Centrum Sportowe przy Szkole Podstawowej nr 5)
  - przez os. Zwycięstwa (wzdłuż ul. Paderewskiego. Przy trasie: Park Słowiański. Za Rondem im. Ofiar Zbrodni Lubińskiej jest skrzyżowanie z Rowerowym Szlakiem Zielonym
  - z miasta wyjeżdża się wzdłuż ul. Ścinawskiej, mija Obwodnicę i skręca w ul. Zieloną w kierunku wsi Kłopotów)

## Zieleń miejska

### Parki
- Park im. marszałka J. Piłsudskiego
  - Obejmuje tereny w Centrum między Al. Niepodległości, ul. Armii Krajowej (taras Centrum Kultury „Muza”), Murami miejskimi i ul. Mieszka I (sąsiaduje z Parkiem im. J. Wyżykowskiego).

- Park im. J. Wyżykowskiego

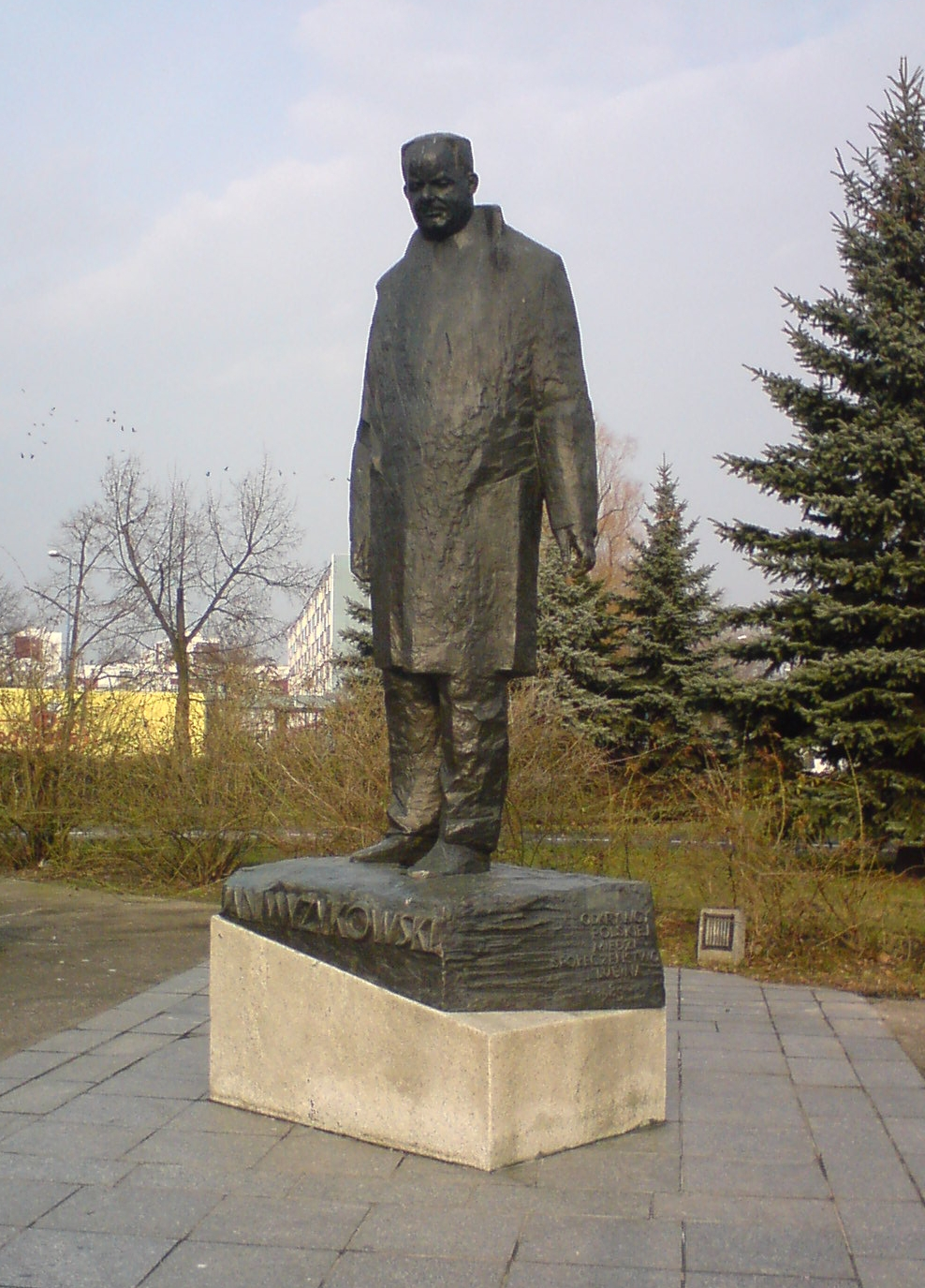
Pomnik Jana Wyżykowskiego w parku nazwanym jego imieniem

  - położony w Centrum między Al. Niepodległości, ul. Mieszka I (sąsiaduje z Parkiem im. marszałka J. Piłsudskiego), rzeką Zimnicą, Wzgórzem Zamkowym z Kaplicą Zamkową, błoniami i ul. I. Paderewskiego (sąsiaduje z Parkiem Wrocławskim)
- Park im. M. Kopernika
  - położony w Centrum. Jego granice stanowią ul. M. Kopernika, ul. H. Kołłątaja oraz Mury miejskie (tuż obok Kościoła pw. Matki Bożej Częstochowskiej)
- Park Wrocławski – na terenie którego, w roku 2014 został utworzony ogród zoologiczny – ZOO Lubin
  - usytuowany między rzeką Zimnicą, ul. Wrocławską i ul. I. Paderewskiego (sąsiaduje z Parkiem im. J. Wyżykowskiego)

- Park Słowiański

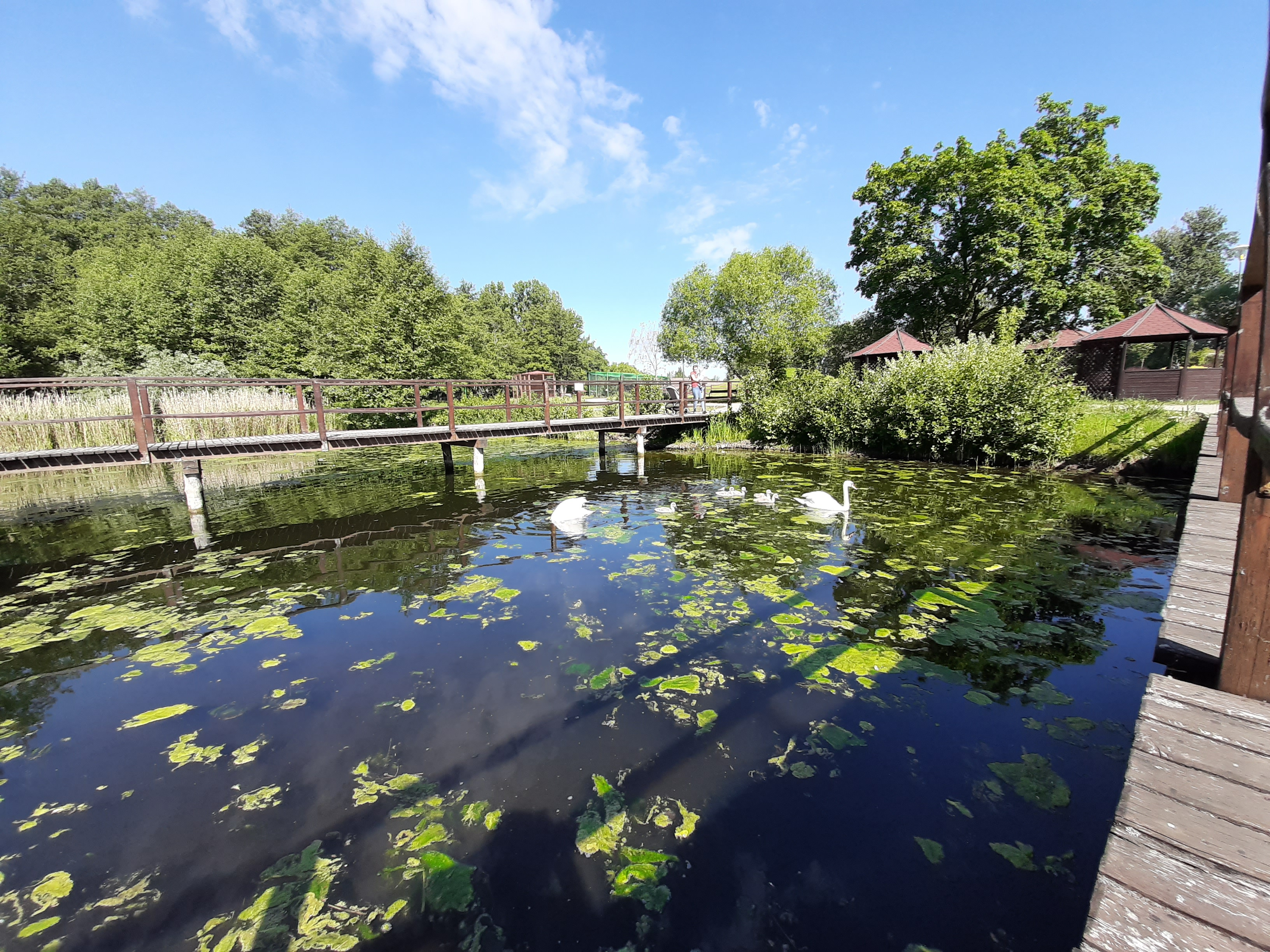
Staw dydaktyczny w Parku Wrocławskim w Lubinie

  - obejmuje tereny obok os. Zwycięstwa, ograniczone ul. Rzemieślniczą, ul. Słowiańską i ul. I. Paderewskiego
- Park Aliantów
  - położony między Centrum a os. Polnym, między Al. Niepodległości, ul. Bolesławiecką, ul. Parkową i liniami kolejowymi do Polkowic i Gwizdanowa.
- Park Jesionowy
  - obejmuje tereny na os. Polne. Jego granice stanowią Al. Niepodległości, ul. Hutnicza i ul. Jodłowa.
- Park Leśny (Strzelnica)
  - znajduje się na os. Przylesie, między ul. Kwiatową, ul. Wrzosową i ul. Gajową, nieopodal biegnie ul. Legnicka
- Park im. Jana Pawła II
  - położony na os. Ustroniu IV, między ul. Jana Pawła II a ul. M. Pawlikowskiej – Jasnorzewskiej
- Park Solidarności
  - obejmuje tereny na os. D, ograniczone ul. M. Skłodowskiej – Curie, linią kolejową do Polkowic i linią kolejową do Gwizdanowa

## Oświata
Szkoły podstawowe:

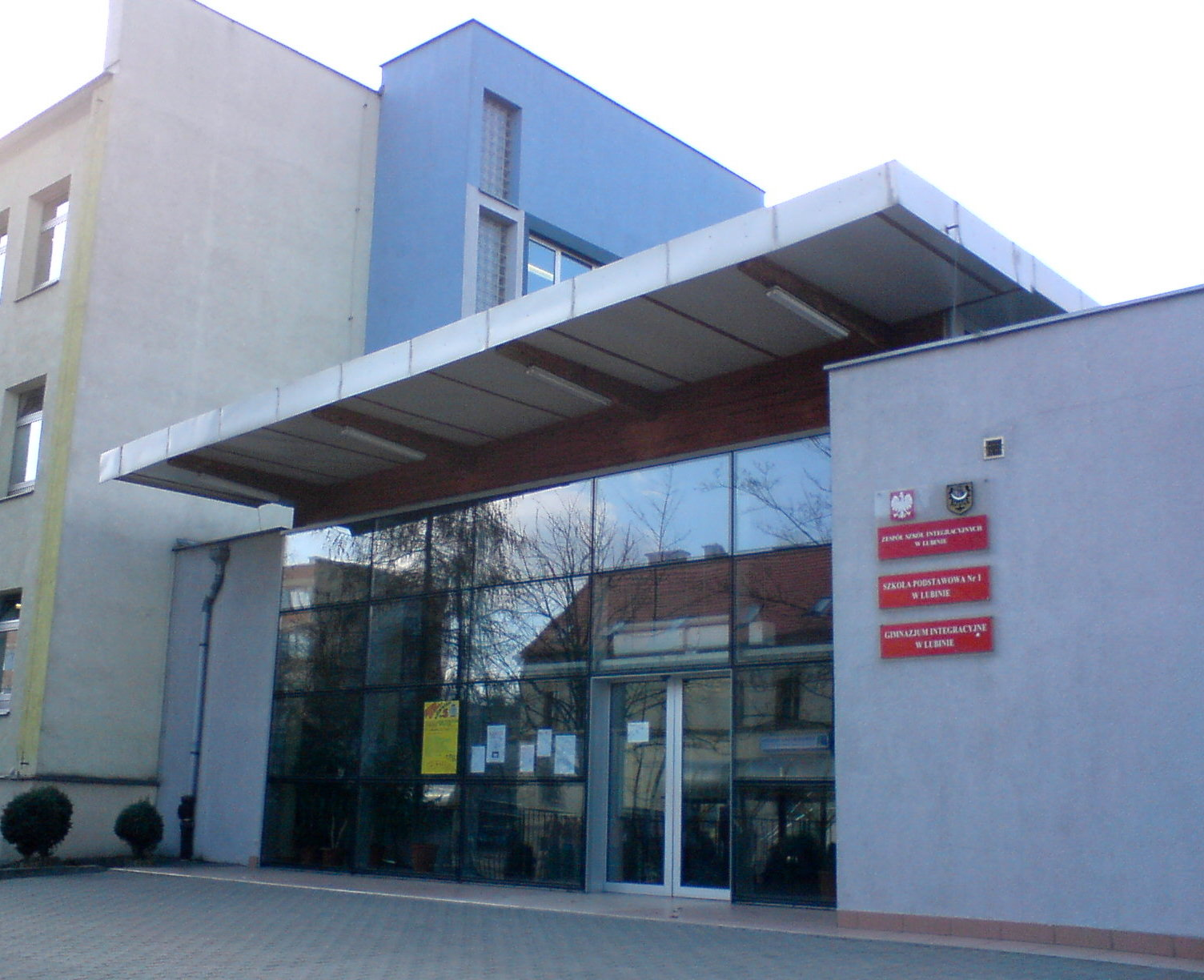
Budynek Szkoły Podstawowej nr 1

- Szkoła Podstawowa nr 1 z Oddziałami Integracyjnymi im. Marii Skłodowskiej-Curie (Centrum – ul. Skłodowskiej 4)[29]
- Szkoła Podstawowa nr 3 z Oddziałami Integracyjnymi[30] (os. Wyżykowskiego – ul. Gwarków 93)
- Szkoła Podstawowa nr 5 (os. Zwycięstwa i os. Staszica – ul. Kilińskiego 12)
- Szkoła Podstawowa nr 6 im. Marii Konopnickiej dla Dzieci Niepełnosprawnych Intelektualnie (os. Staszica – ul. Składowa 3)
- Szkoła Podstawowa nr 7 – Szkoła Sportowa[31] (os. Sikorskiego – ul. Sybiraków 11)
- Szkoła Podstawowa nr 8 (os. Polne – ul. Parkowa 2)
- Szkoła Podstawowa nr 9 im. Stefanii Sempołowskiej (os. Przylesie – ul. Legnicka 1)
- Szkoła Podstawowa nr 10 (os. Przylesie – ul. Wyszyńskiego 3)
- Niepubliczna Szkoła Podstawowa „Dar Losu” w Lubinie (os. Przylesie – ul. Sowia 7)
- Szkoła Podstawowa nr 12 (os. Przylesie – ul. Szpakowa 2)
- Szkoła Podstawowa nr 14 (os. Ustronie – ul. Norwida 10)
- Społeczna Szkoła Podstawowa Zespołu Szkół Społecznych im. Rady Europy (os. Przylesie – ul. Pawia 41)
- Salezjańska Szkoła Podstawowa im. św. Dominika Savio (Szkolna 25)
- Niepubliczna Szkoła Podstawowa Szkoła Mistrzostwa Sportowego w Piłce Ręcznej MKS Zagłębie Lubin[32] (os. Sikorskiego – ul. Sybiraków 11)

Licea ogólnokształcące:

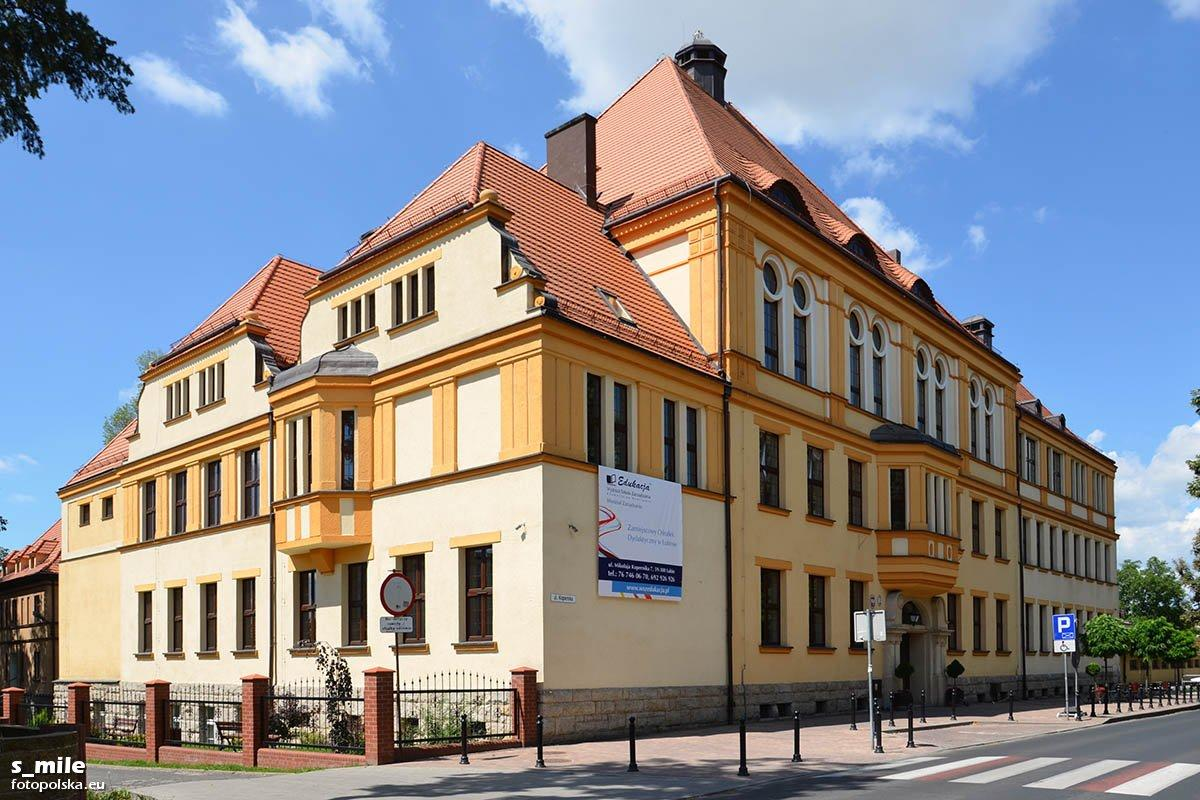
I Liceum Ogólnokształcące im. Mikołaja Kopernika

- I Liceum Ogólnokształcące im. Mikołaja Kopernika (Centrum – ul. Kopernika 7)
- II Liceum Ogólnokształcące (Centrum – ul. Niepodległości 31)
- III Liceum Ogólnokształcące im. Jana Pawła II[34] (ul. Szpakowa 1)
- Zespół Szkół Ponadgimnazjalnych (ul. Marii Skłodowskiej Curie 72)
- Salezjańskie Liceum Ogólnokształcące im. św. Jana Bosco (Centrum – ul. Prusa 4)
- Niepubliczne Liceum Ogólnokształcące Szkoła Mistrzostwa Sportowego w Piłce Ręcznej MKS Zagłębie Lubin[35] (os. Sikorskiego – ul. Sybiraków 11)
- Niepubliczne Liceum Ogólnokształcące „Dar Losu” w Lubinie (os. Przylesie – ul. Sowia 7)[36]

Technika:

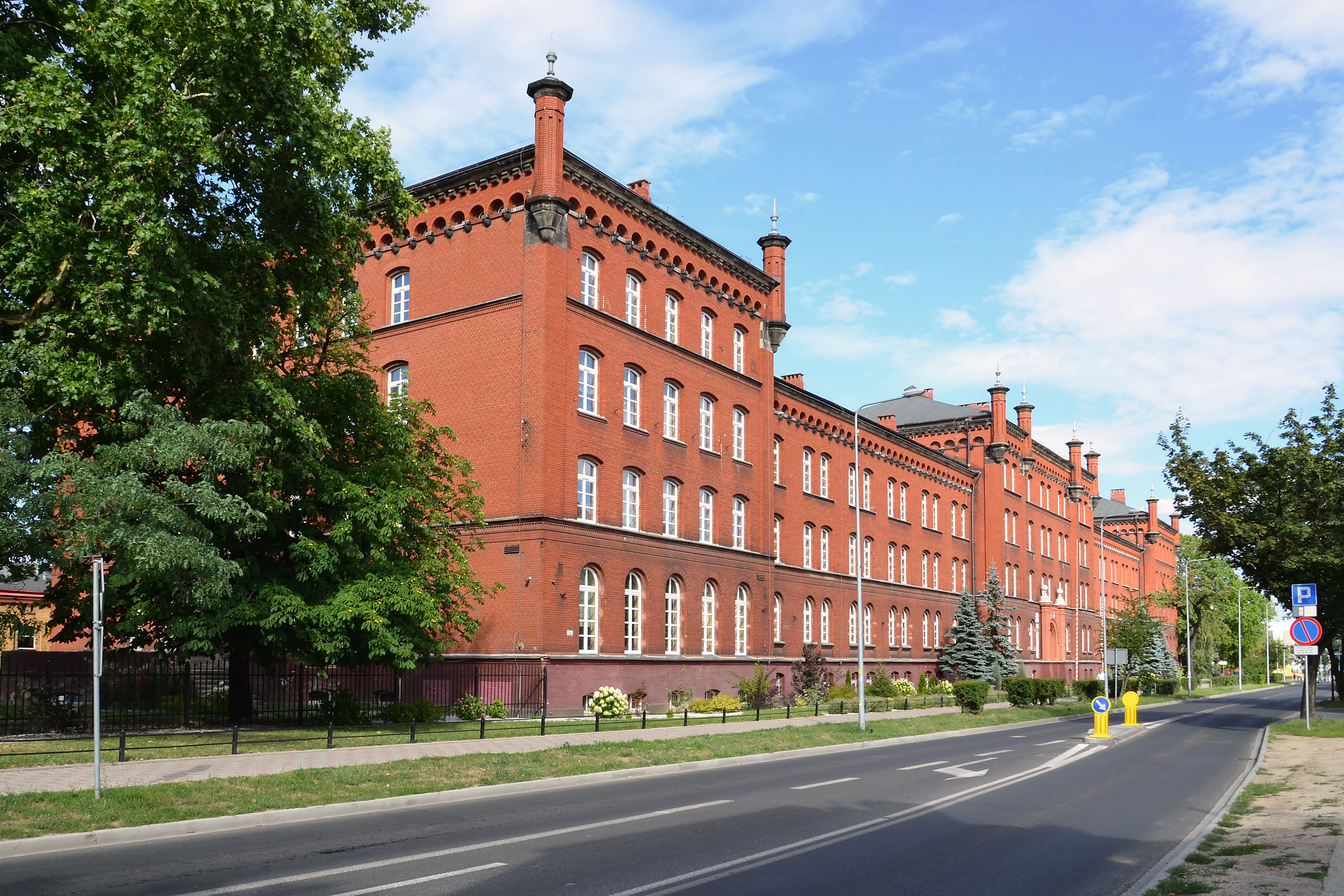
Technikum nr 1

- Technikum nr 1 im. prof. Bolesława Krupińskiego (ul. Kościuszki 9)
- Technikum nr 2 im. Jana Wyżykowskiego (ul. Szpakowa 1)
- Technikum im. Władysława Reymonta

Szkoły wyższe:
Uczelnia Jana Wyżykowskiego (dawniej UZZM)
Szkoły języków obcych:
- Szkoła Języków Obcych Royal College (Centrum – ul. Odrodzenia 34)
- Szkoła Języków Obcych MCKK (Centrum – ul. Odrodzenia 21)

Inne:
- Państwowa Szkoła Muzyczna I stopnia (ul. Kilińskiego)
- Szkoła Policealna TEB Edukacja (ul. Kopernika 16)
- Liceum Ogólnokształcące dla Dorosłych Royal College (ul. Odrodzenia 34)
- Studium Zawodowe dla Dorosłych Royal College (ul. Odrodzenia 34)
- Ośrodek Kształcenia „Cogito” (ul. Kopernika 8)
- Bezpłatne Szkoły „Edukacja” (al. Niepodległości 31)

Od 1993 r. w budynkach przy ul. Stary Lubin 10 i Domu im. Dzieci Kresów przy ul. Odrodzenia 8 działają placówki Fundacji im. Brata Alberta – Warsztaty Terapii Zajęciowe „Przytulisko”, a od 2015 r. też Świetlica Terapeutyczna dla dzieci z niepełnosprawnościami.

## Religia

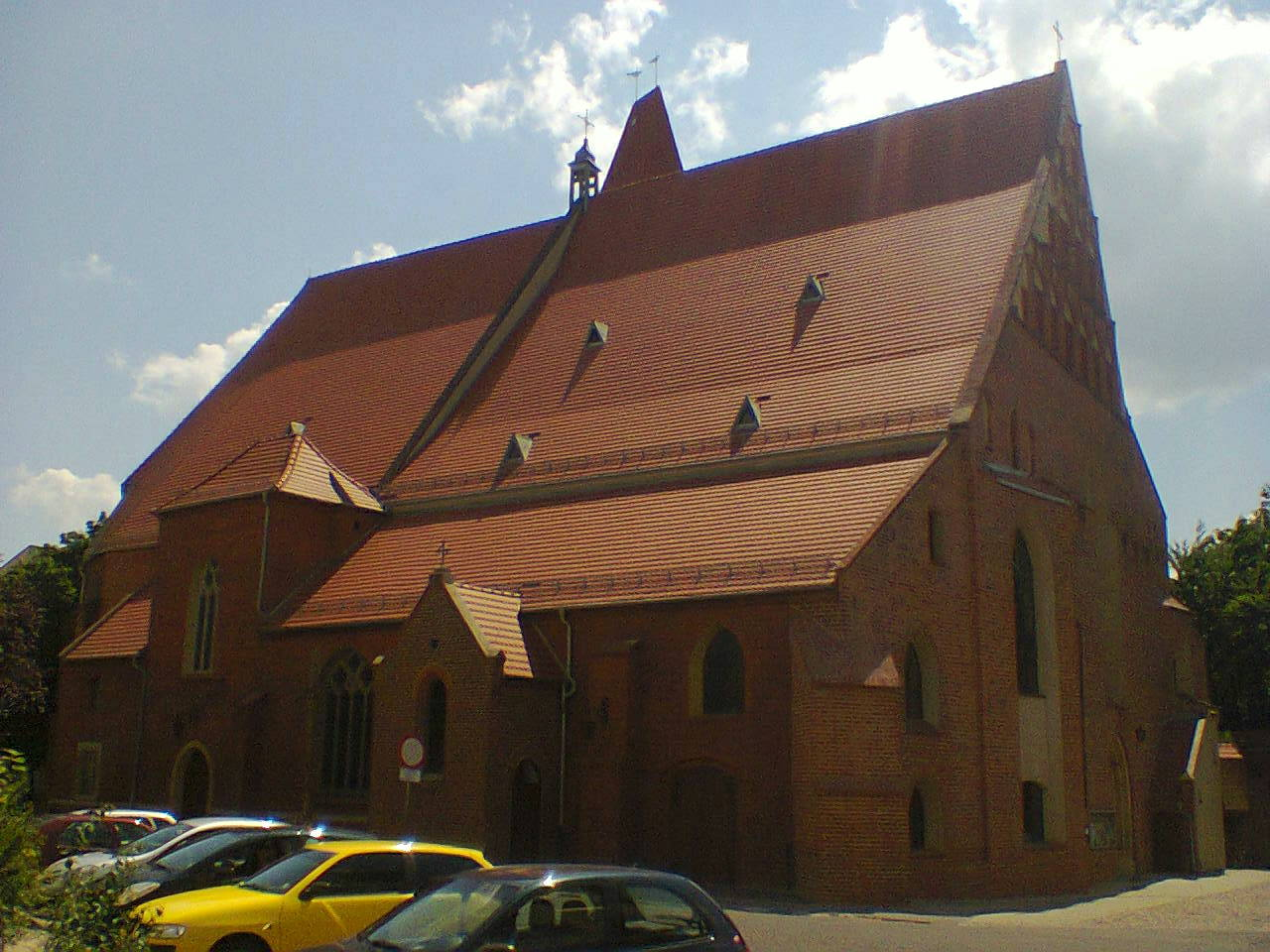
Lubin Kościół Matki Bożej Częstochowskiej

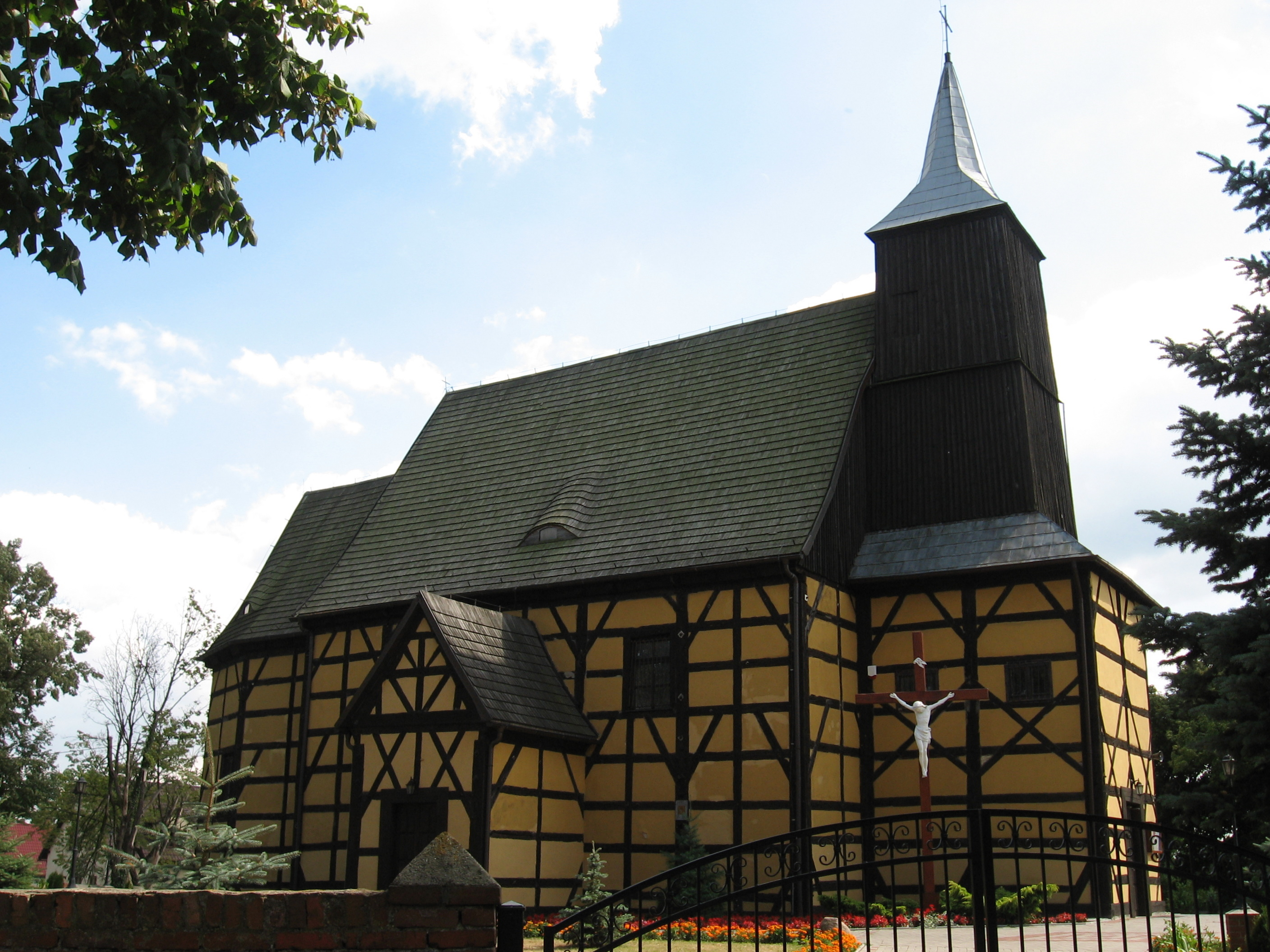
Kościół pw. Najświętszej Marii Panny

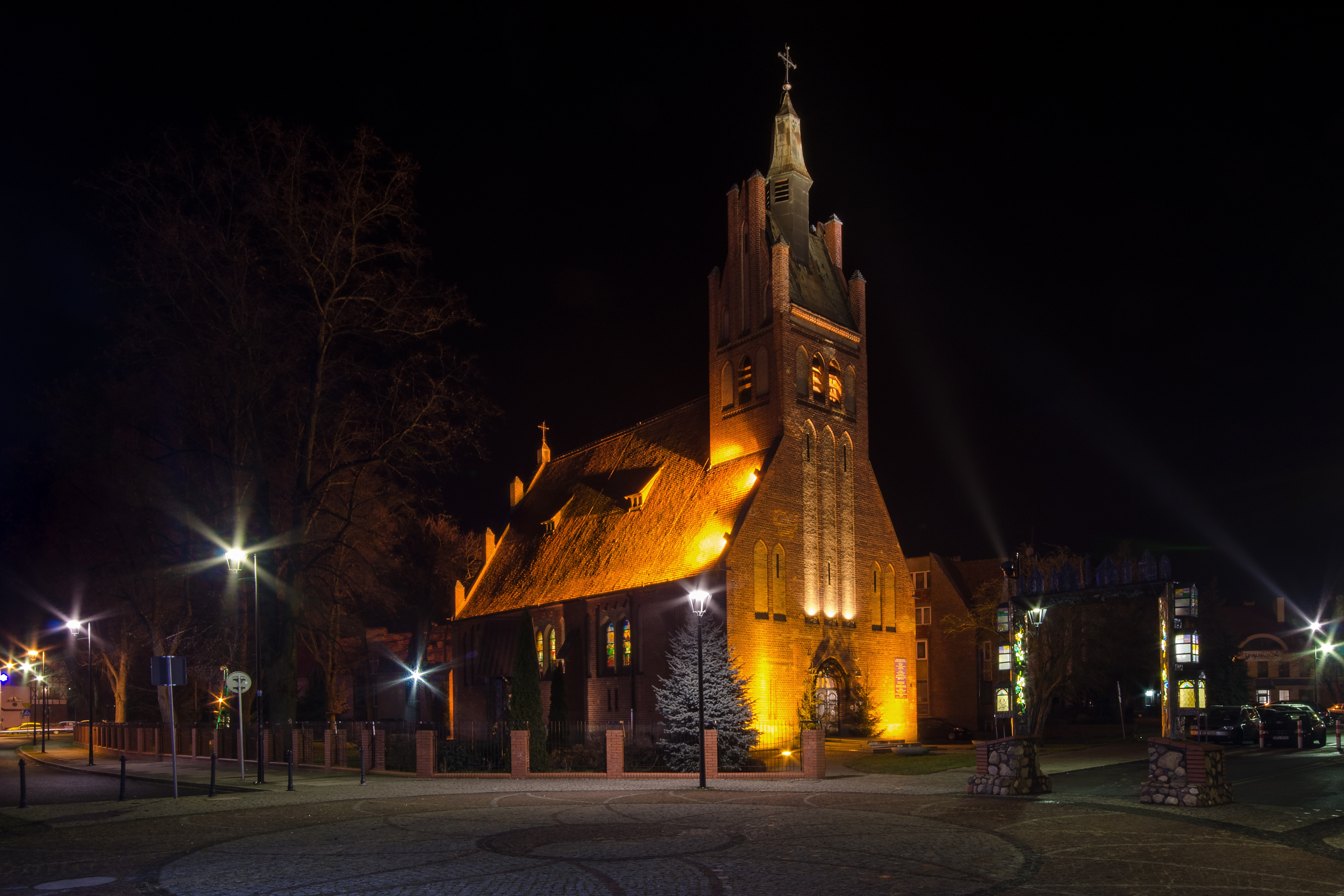
Kościół Najświętszego Serca Pana Jezusa

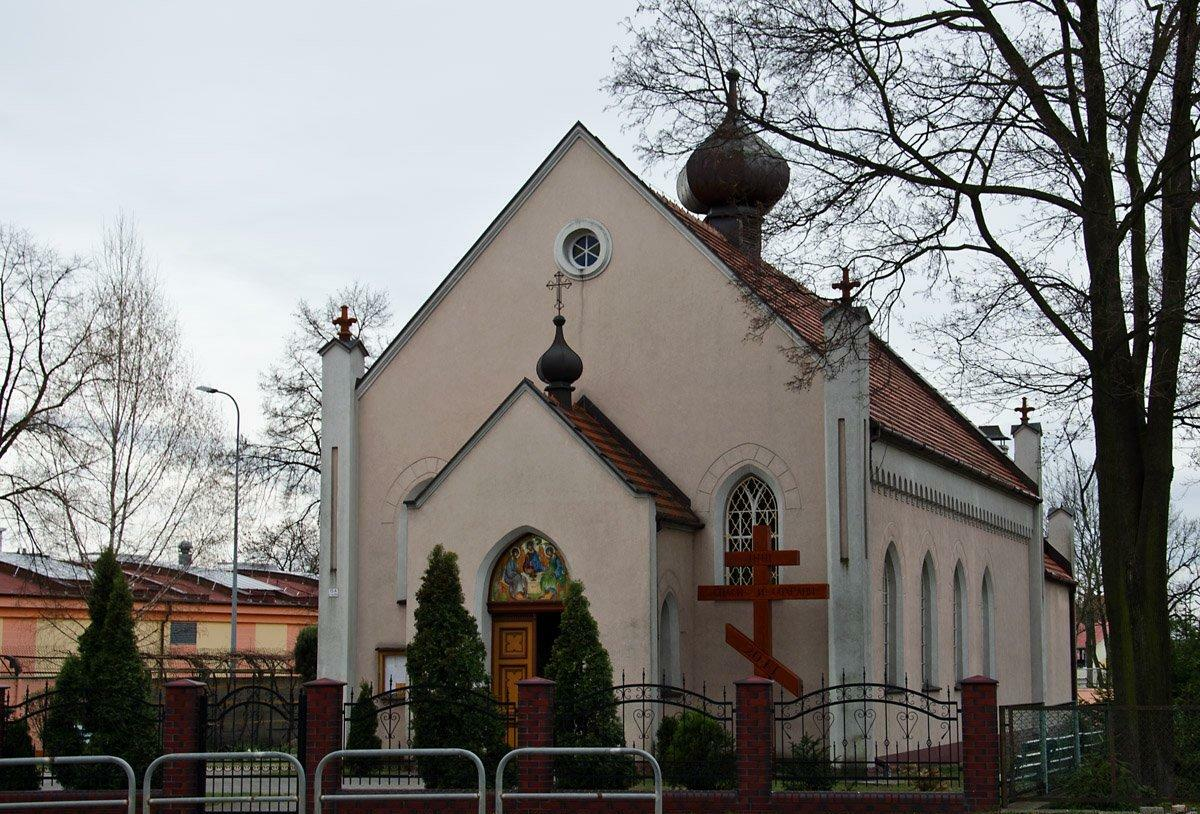
Cerkiew prawosławna pw. Świętej Trójcy

Na terenie miasta działalność religijną prowadzą następujące Kościoły i związki wyznaniowe:

### Katolicyzm
- Kościół rzymskokatolicki:
  - Parafia pw. św. Barbary[39]
  - Parafia pw. św. Jana Bosko[39]
  - Parafia pw. św. Jana Sarkandra[39]
  - Parafia pw. św. Maksymiliana Marii Kolbego[39]
  - Parafia pw. Matki Bożej Częstochowskiej[39]
  - Parafia pw. Najświętszego Serca Pana Jezusa[39]
  - Parafia pw. Narodzenia Najświętszej Marii Panny[39]
  - Parafia pw. Matki Bożej Bolesnej w Chróstniku – kościół pw. Świętej Marii Dominiki Mazzarello w Lubinie[40]
- Ukraiński Kościół Greckokatolicki:
  - Parafia pw. św. Apostołów Piotra i Pawła[41]

### Prawosławie
- Polski Autokefaliczny Kościół Prawosławny:
  - Parafia pw. Świętej Trójcy[42]

### Protestantyzm
- Chrześcijańska Wspólnota Zielonoświątkowa:
  - zbór w Lubinie[43]
- Kościół Adwentystów Dnia Siódmego w RP:
  - zbór w Lubinie[44]
- Kościół Boży w Chrystusie:
  - Społeczność „Zielona Oliwka”[45]
- Kościół Chrześcijan Baptystów w RP:
  - zbór w Lubinie[46]
- Kościół Zielonoświątkowy w RP:
  - zbór w Lubinie[47]

### Restoracjonizm
- Świadkowie Jehowy:
  - 5 zborów: Lubin-Polne, Lubin-Ustronie, Lubin-Wschód, Lubin-Przylesie, Lubin-Nadzieja; 2 Sale Królestwa[48]

## Transport

### Transport kolejowy
Stacje kolejowe:
- Lubin – ruch pociągów pasażerskich obsługiwany przez Koleje Dolnośląskie i PKP Intercity
- Lubin Stadion – przystanek oddany do użytku 15 grudnia 2019 r.[49] Ruch pociągów pasażerskich obsługiwany przez Koleje Dolnośląskie
- Lubin Kopalnia (pot. Katanga) – stacja towarowa używana w związku z działalnością KGHM Polska Miedź

Linie kolejowe:
- Legnica – Lubin – Rudna Gwizdanów
  - numer tabeli w rozkładzie jazdy: 289
  - elektryfikacja: 30 sierpnia 1986 r.
  - ruch towarowy i pasażerski
- Lubin – Polkowice
  - ruch towarowy firmy Pol-Miedź Trans S.A.
  - elektryfikacja w 1986 r. tylko na odcinku Lubin Górniczy – Lubin Kopalnia
- Lubin – Chocianów
  - numer tabeli w rozkładzie jazdy: 268
  - brak trakcji elektrycznej
  - ruch pasażerski do 1985 r.
  - ruch towarowy do 1987 r.
  - linia rozebrana do 1992 r.

### Komunikacja miejska
Komunikacja miejska w Lubinie realizowana jest w ramach powiatowych przewozów pasażerskich, których organizatorem jest Powiat lubiński. W całości finansowana jest z budżetów samorządów (skorzystanie z komunikacji miejskiej nie wymaga zakupu biletu). Operatorem przewozów jest PKS Lubin, a dla linii 512 DLA (linia 512 nie wchodzi w skład powiatowych przewozów pasażerskich).
Lubin obsługują 24 (w tym 1 sezonowo) linie:
| Linia | Trasa |
| ----- | --- |
| 0     | Lubin Małomicka Las / Lubin Małomice – Lubin Osiedle Krzeczyn                                                                            |
| 1     | Lubin Sportowa – Lubin Ustronie / Szklary Górne Cmentarz / Szyb Zachodni                                                                 |
| 2     | Lubin Małomice – Lubin Osiedle Krzeczyn (Chróstnik)                                                                                      |
| 3A    | Lubin Ustronie – Lubin Przylesie – Lubin Kościuszki Dworzec PKS – Lubin Ustronie                                                         |
| 3B    | Lubin Ustronie – Lubin Kościuszki Dworzec PKS – Lubin Przylesie – Lubin Ustronie                                                         |
| 4     | Kłopotów / Osiek Św. Katarzyny / Osiek Działki / Lubin Piłsudskiego Kaufland / Lubin Przylesie – Lubin Ustronie / Lubin Cmentarz Zacisze |
| 5     | Krzeczyn Wielki Boisko / Lubin WPEC – Lubin Stadion zakłady / Lubin KGHM                                                                 |
| 6     | Lubin Sportowa – ZG Lubin |
| 7     | Lubin Sportowa – Lubin Ustronie / Obora                                                                                                  |
| 8     | (linia sezonowa – kursuje od 1 IV do 31 X) Lubin Spacerowa – Lubin Niepodległości Centrum                                                |
| 100   | Niemstów / Gogołowice – Lubin KGHM / Gola                                                                                                |
| 101   | Lubin Kościuszki Paderewskiego – Gorzyca                                                                                                 |
| 102   | Lubin Kościuszki Dworzec PKS – Dąbrowa Górna / Czerniec                                                                                  |
| 103   | Lubin KGHM – Czerniec |
| 104   | Lubin Cmentarz Zacisze / Lubin Ustronie – Buczynka                                                                                       |
| 105   | Lubin KGHM – Bukowna |
| 110   | Lubin Kolejowa Rondo – Polkowice ul. Młyńska, Dworzec Autobusowy                                                                         |
| 113   | Lubin KGHM – Orsk |
| 121   | Lubin 1 Maja – Chocianów ul. Kolejowa teren PKP                                                                                          |
| 123   | Lubin KGHM – Chobienia |
| 131   | Lubin Piłsudskiego Kaufland – Chocianów ul. Krótka                                                                                       |
| 133   | Lubin KGHM – Chobienia |
| 512   | Lubin KGHM - Ścinawa (linia niewchodząca w skład powiatowych przewozów pasażerskich, ale również bezpłatna)                              |

### Komunikacja międzymiastowa i lokalna
- Dworce i przystanki dla kursów międzymiastowych i lokalnych:
  - Stacja kolejowa Lubin obsługiwana przez pociągi Kolei Dolnośląskich, a także PKP Intercity na liniach do Berlina, Bratysławy, Budapesztu, Głogowa, Krakowa, Legnicy, Lublina, Przemyśla, Świnoujścia, Wiednia, Wrocławia i Zielonej Góry[54].
  - Przystanek kolejowy Lubin Stadion obsługiwany przez pociągi Kolei Dolnośląskich na liniach do Głogowa, Legnicy i Wrocławia
  - Dworzec PKS Lubin obsługiwany przez autobusy PKS Lubin (linie lokalne i międzymiastowa do Polkowic), a także przelotowe autobusy przewoźników kursujących do Szczecina i Zakopanego[55]
  - Przystanek „Niepodległości – Centrum” obsługiwany przez przewoźników kursujących do Chocianowa, Głogowa, Legnicy, Piskorzyny, Polkowic i Ścinawy[55], a także przewoźników kursujących na liniach lokalnych[56].
  - Ponadto lokalni przewoźnicy (kursujący na liniach lokalnych, a także do Chocianowa, Legnicy, Polkowic i Ścinawy) zatrzymują się na wybranych przystankach komunikacji miejskiej[56].

### Transport samochodowy
Krzyżują się tu drogi krajowe:
- nr 3: Świnoujście – Goleniów – Szczecin – Gorzów Wielkopolski – Świebodzin – Sulechów – Zielona Góra – Nowa Sól – Polkowice – Lubin – Legnica – Jawor – Bolków – Jelenia Góra – Szklarska Poręba (w ciągu trasy europejskiej E65). Odcinek Parłówko – Bolków wiedzie drogą ekspresową S3[57].
- nr 36: Prochowice – Lubin – Rawicz – Krotoszyn – Ostrów Wielkopolski

drogi wojewódzkie:
- nr 323: Leszno – Góra – Lubin
- nr 333: Nowa Sól – Polkowice – Lubin – Legnica
- nr 335: Lubin – Chojnów

### Transport lotniczy
W mieście Lubin funkcjonuje lotnisko Lubin. Lotnisko to posiada pas (1000m x 30m) o utwardzonej nawierzchni, a także oświetlenie pasa startowego. Dzięki odprawie celnej są możliwe odloty do sąsiednich krajów. Na lotnisku kilka razy odbywały się festyny zorganizowane z okazji Dni Lubina. Lotnisko nie ma żadnego stałego połączenia z innym miastem.

## Najwyższe budowle w mieście
Najwyższą budowlą w mieście jest Kielich – wieża ciśnień będąca jedną z najwyższych w Polsce sztucznych ścian wspinaczkowych. Obiekt, dostosowany do wspinaczki w 1996 r., ma 34 metry wysokości i 7 dróg wspinaczkowych o zróżnicowanej trudności. Na wysokości 19 metrów ściana odchyla się w 15-metrowe przewieszenie, tworząc charakterystyczny kształt kielicha, skąd obiekt wziął swoją nazwę.

## Odniesienia w kulturze
- W Lubinie dzieje się akcja gry Gorky 17[58].

## Miasta partnerskie
- Bad Ems – Niemcy
- Böblingen – Niemcy